# 크로스로드 작전
크로스로드 작전(영어: Operation Crossroads)은 1946년 중반 비키니 환초에서 미국이 실시한 두 차례의 핵무기 실험이었다. 이는 1945년 7월 16일 트리니티 이후 첫 핵실험이었고, 1945년 8월 9일 나가사키 원자폭탄 투하 이후 핵 장치의 첫 폭파였다. 이 실험의 목적은 핵무기가 군함에 미치는 영향을 조사하는 것이었다.
크로스로드 실험은 마셜 제도에서 진행된 핵실험 중 첫 번째로, 사전에 공개적으로 발표되었고 대규모 언론인을 포함한 초청된 관객이 참관했다. 이 실험은 제2차 세계 대전 중 핵무기를 개발했던 맨해튼 계획이 아닌, 윌리엄 H. P. 블랜디 미국부제독이 이끄는 육군/해군 합동 태스크포스 원이 실시했다. 95척의 표적함으로 구성된 함대가 비키니 석호에 집결하여 1945년 나가사키에 투하된 종류와 동일한 팻 맨 플루토늄 내폭형 핵무기 2발의 폭발에 노출되었으며, 각 폭발의 위력은 23 TNT 킬로톤 (96 TJ)이었다.
첫 번째 실험은 에이블(Able)이었다. 폭탄은 1946년 영화 길다의 리타 헤이워스의 캐릭터 이름을 따 길다(Gilda)로 명명되었으며, 1946년 7월 1일 509 폭격비행단 소속의 데이브스 드림 보잉 B-29 슈퍼포트리스에서 투하되었다. 이 폭탄은 표적 함대 상공 520 피트 (158 m)에서 폭발하여 예상보다 적은 함선 피해를 입혔는데, 이는 조준점에서 2,130 피트 (649 m) 벗어났기 때문이다.
두 번째 실험은 베이커(Baker)였다. 폭탄은 "비키니의 헬렌"으로 알려졌으며, 1946년 7월 25일 수중 90 피트 (27 m)에서 폭발했다. 방사성 해수 분무로 인해 광범위한 오염이 발생했다. 세 번째 심해 실험인 찰리(Charlie)는 1947년에 계획되었으나, 주로 미국 해군이 베이커 실험 후 표적 함선을 오염 제거할 수 없었기 때문에 취소되었다. 결국 9척의 표적 함선만이 자침되는 대신 폐기될 수 있었다. 찰리는 1955년 멕시코 연안(바하칼리포르니아주)에서 수행된 심해 폭발인 위그웜 작전으로 재조정되었다.
비키니의 원주민들은 LST-861에 승선하여 섬에서 대피했으며, 대부분은 롱게리크 환초로 이주했다. 1950년대에 일련의 대규모 수소폭탄 실험으로 인해 비키니는 자급농업과 어로가 불가능할 정도로 방사능 오염되었다. 비키니는 2017년 기준 현재에도 사람이 살지 않지만, 가끔 스포츠 다이버들이 방문한다.
계획자들은 크로스로드 작전 참가자들을 방사선병으로부터 보호하려고 노력했지만, 한 연구에 따르면 참가자들의 기대 수명이 평균 3개월 감소했다. 베이커 실험으로 인한 모든 표적 함선의 방사성 오염은 핵폭발로 인한 최초의 즉각적이고 집중적인 방사성 낙진 사례였다. 미국 원자력위원회의 최장기 위원장을 지낸 화학자 글렌 T. 시보그는 베이커를 "세계 최초의 핵 재앙"이라고 불렀다.

## 배경
해군 군함에 대한 핵무기 실험 제안은 1945년 8월 16일, 미래의 미국 원자력위원회 위원장인 루이스 스트로스에 의해 처음 제기되었다. 스트로스는 제임스 포레스탈 해군장관에게 보낸 내부 메모에서 "만약 그러한 실험이 이루어지지 않는다면, 새로운 무기 앞에서 함대가 구식화되었다는 헛소문이 돌 것이며, 이는 전후 해군 규모 유지를 위한 예산 확보에 불리하게 작용할 것"이라고 주장했다. 사용 가능한 폭탄이 매우 적었으므로, 그는 넓은 지역에 걸쳐 많은 표적을 분산 배치하는 것을 제안했다. 25년 전인 1921년, 빌리 미첼 미국 육군 준장의 폭격기들이 해군이 프로젝트 B 함선 대 폭탄 실험을 위해 제공한 모든 표적 함선을 침몰시키면서 해군은 홍보 재앙을 겪었다. 스트로스의 실험은 함선의 생존성을 입증하기 위해 설계되었다.

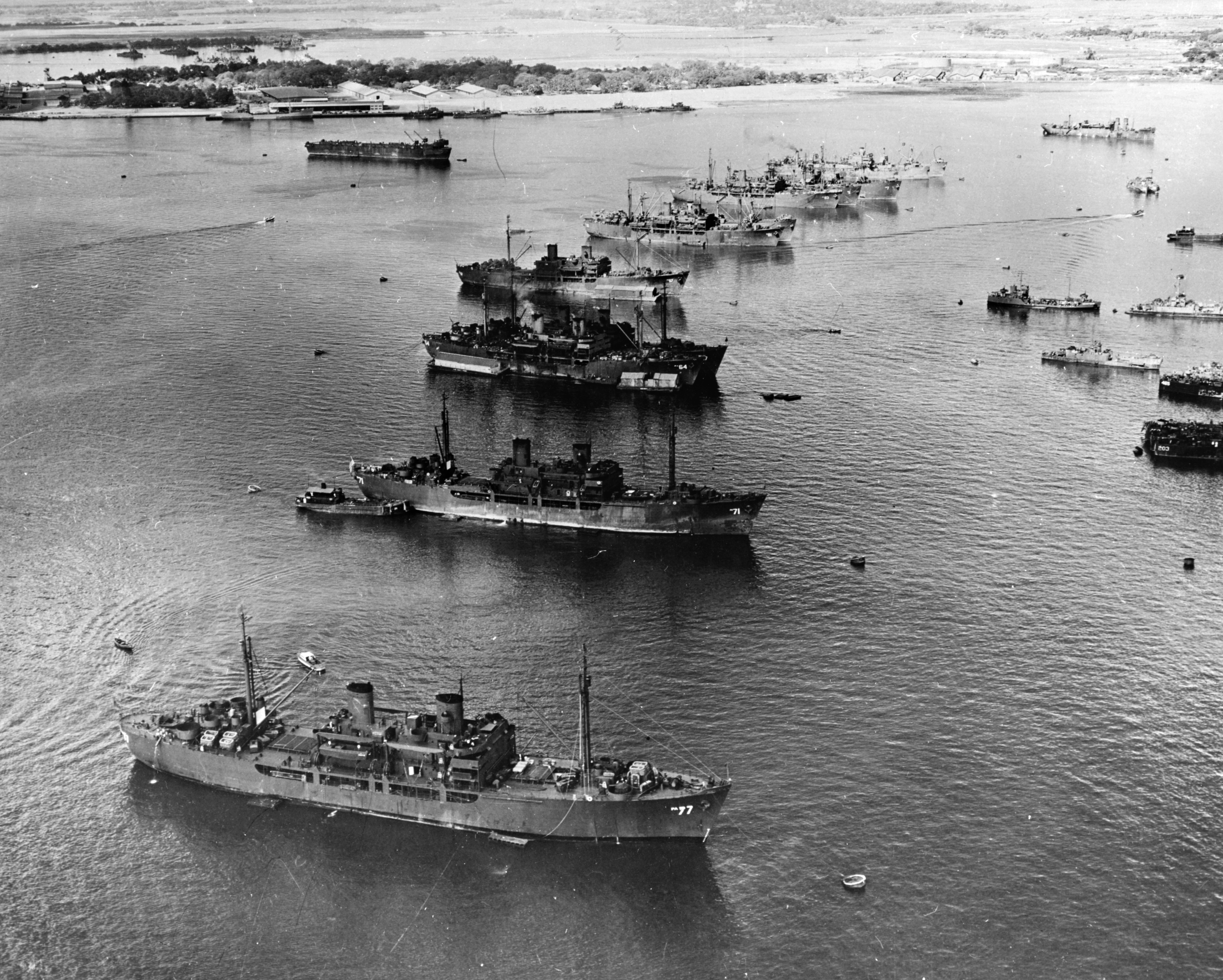
1946년 2월 27일 진주만에 정박한 크로스로드 작전 표적함 및 지원함. 앞에서 뒤로:,,,,,, 미상 함선,,,, 그리고 미확인 유조선과 리버티선. 오른쪽에 LSM-203과 LSM-465가 있다. 멀리 배경에는 떠다니는 건선거와 상선 선체가 보인다.

1945년 8월, 1년 안에 1946년 원자력법을 작성하고 의회 미국 의회 원자력 합동 위원회를 조직하고 의장을 맡게 될 브라이언 맥마흔 상원의원은 그러한 실험에 대한 첫 공개 제안을 했지만 함선의 생존성보다는 취약성을 입증하기 위한 것이었다. 그는 나포된 일본 함선에 원자폭탄을 투하하는 것을 제안하며, "그 결과로 발생하는 폭발은 거대 해군 함선에 사용될 때 원자폭탄이 얼마나 효과적인지 우리에게 입증할 것"이라고 말했다. 9월 19일, 미국 육군 항공대(USAAF) 사령관인 헨리 H. 아놀드 원수는 해군에 맥마흔이 제안한 실험에 사용할 포획된 일본 함선 38척 중 10척을 따로 보관해 달라고 요청했다.
한편, 해군은 자체 계획을 진행했고, 이는 10월 27일 미국 함대 사령관인 어니스트 킹 미함대제독의 기자회견에서 공개되었다. 이 계획에는 80척에서 100척의 표적 함선이 포함되었으며, 대부분은 잉여 미군 함선이었다. 육군과 해군이 실험 통제권을 놓고 경쟁하는 동안, 하워드 C. 피터슨 국방부 차관보는 "대중에게 이 실험은 해군의 미래가 걸린 것처럼 보였다... 만약 해군이 [실험을] 대중이 상상하는 것보다 더 잘 견뎌낸다면, 대중의 마음속에서 해군은 '승리'할 것이다"라고 언급했다.
실험 지휘관으로 육군이 추천한 레슬리 그로브스 미국 육군 소장, 폭탄을 개발한 맨해튼 계획의 수장은 그 자리를 얻지 못했다. 미국 합동참모본부는 해군이 가장 많은 병력과 군수물자를 기여하고 있으므로 실험은 해군 장교가 이끌어야 한다고 결정했다. 윌리엄 S. "딕" 파슨스 함대사령관은 맨해튼 계획에 참여하고 히로시마 폭격에 참가했던 해군 장교였다. 그는 특수 무기 담당 부사령관인 윌리엄 H. P. 블랜디 미국부제독의 보좌관으로 승진했으며, 파슨스는 블랜디를 그 역할에 추천했다. 이 추천은 받아들여졌고, 1946년 1월 11일 해리 S. 트루먼 대통령은 블랜디를 실험을 수행하기 위해 창설된 육군/해군 합동 태스크포스 원(JTF-1)의 수장으로 임명했다. 파슨스는 기술 지휘 담당 부사령관이 되었다. USAAF 윌리엄 E. 켑너 미국 육군 소장은 항공 담당 부사령관이었다. 블랜디는 실험에 크로스로드 작전이라는 암호명을 붙였다.
육군의 압력으로 블랜디는 해군이 원하는 것보다 더 많은 함선을 즉각적인 표적 지역에 배치하는 데 동의했지만, USAAF 커티스 르메이 미국 육군 소장의 "모든 함선은 기름, 탄약, 연료를 가득 실어야 한다"는 요구는 거부했다. 블랜디의 주장은 화재와 내부 폭발이 otherwise 떠다닐 수 있는 함선을 침몰시켜 피해 평가에 사용할 수 없게 만들 수 있다는 것이었다. 블랜디가 결과 평가를 위한 전 해군 위원회를 제안하자, 맥마흔 상원의원은 트루먼에게 해군이 "자신의 존재를 결정할 수도 있는 작전을 단독으로 수행해서는 안 된다"고 불평했다. 트루먼은 "이 실험이 완전히 공정하지 않을 것이라는 소문이 돌았다"는 것을 인정했다. 그는 "대중이 객관적이라고 확신하도록" 크로스로드 작전에 민간인 검토 패널을 부과했다.

## 반대
크로스로드 작전을 전면 취소하라는 압력은 과학자들과 외교관들로부터 나왔다. 맨해튼 프로젝트 과학자들은 추가 실험이 불필요하고 환경적으로 위험하다고 주장했다. 로스앨러모스 국립연구소의 연구는 "최근 표면 폭발 근처의 물은 마녀의 묘약이 될 것"이라고 경고했다. 과학자들이 실험이 선원들에게 미치는 방사선의 영향을 무시하면서 함선 생존성을 입증할 수 있다고 지적하자, 블랜디는 일부 함선에 실험 동물을 추가하여 동물권 옹호자들의 항의를 불러일으켰다. J. 로버트 오펜하이머는 실험 참석 초대를 거절하고 트루먼 대통령에게 실험에 대한 반대 의견을 서면으로 보냈다. 그는 실험에서 얻을 수 있는 모든 데이터는 실험실에서 더 정확하고 저렴하게 얻을 수 있다고 주장했다.
1년 전 물리학자 실라르드 레오에게 폭탄의 공개 시연이 소련을 유럽에서 "더 다루기 쉽게" 만들 수 있다고 말했던 제임스 F. 번즈 국무장관은 이제 반대로 주장했다. 즉, 미국의 핵 전력 추가 과시가 핵무기의 국제적 통제와 미래 핵전쟁 회피를 논의한 애치슨-릴리엔탈 보고서의 수용에 대한 소련의 입장을 강화할 수 있다는 것이었다. 3월 22일 내각 회의에서 그는 "국제 관계의 관점에서 볼 때, 실험을 연기하거나 아예 하지 않는 것이 매우 도움이 될 것"이라고 말했다. 그는 트루먼에게 첫 실험을 5월 15일에서 7월 1일로 6주 연기하도록 설득했다. 대중에게는 연기 이유가 여름 휴회기 동안 더 많은 의회 참관인이 참석할 기회를 제공하기 위함이라고 설명되었다.
의원들이 4억 5천만 달러 상당의 표적 함선 파괴에 대해 불평하자, 블랜디는 함선의 실제 비용은 톤당 10달러의 고철 가치로, 단 370만 달러에 불과하다고 답했다. 뉴욕과 펜실베이니아 출신 재향군인 및 의원들은 텍사스주가 USS 텍사스와 함께 했던 것처럼 자신들의 이름을 딴 전함을 박물관 배로 유지해달라고 요청했지만, JTF-1은 "USS 뉴욕과 같은 함선은 아쉽게도 여유가 없다"고 답했다.

## 준비

비키니 환초 및 실험 표적 지역 지도

선박, 장비 및 물품에 대한 핵무기의 영향을 연구하기 위해 세 차례의 일련의 실험이 권장되었다. 실험 장소는 미국이 통제하는 영토에 있어야 했다. 주민들은 대피해야 하므로, 사람이 살지 않거나 거의 살지 않는 곳이 좋았고, 가장 가까운 도시에서 최소 300 마일 (500 km) 떨어져 있어야 했다. 보잉 B-29 슈퍼포트리스가 폭탄을 투하할 수 있도록 1,000 마일 (1,600 km) 이내에 공군 기지가 있어야 했다. 표적 선박을 수용하기 위해 최소 6 마일 (10 km) 너비의 보호된 정박지가 필요했다. 이상적으로는 예측 가능한 기상 패턴을 가지고 심한 추위와 거친 폭풍이 없어야 했다. 예측 가능한 바람은 방사성 물질이 태스크포스 요원들에게 다시 불어오는 것을 방지하고, 예측 가능한 해류는 물질이 해상 운송로, 어업 지역 및 거주 해안으로부터 멀리 떨어져 있도록 할 수 있었다. 시기는 매우 중요했다. 왜냐하면 선박을 이동시키는 데 필요한 해군 병력이 제2차 세계 대전 후 동원 해제의 일환으로 현역에서 해제되고 있었고, 핵무기에 대한 지식이 있는 민간 과학자들은 연방 고용을 떠나 대학 강사 직책으로 이동하고 있었기 때문이다.
1월 24일, 블랜디는 1946년의 에이블(Able)과 베이커(Baker) 두 차례 폭파 실험 장소로 비키니 석호를 지명했다. 1947년 초로 예정된 심해 실험인 찰리(Charlie)는 비키니 서쪽 해양에서 진행될 예정이었다. 에콰도르의 갈라파고스 제도를 포함하여 심각하게 고려된 가능한 장소들 중 비키니는 넓은 보호된 정박지, 적절하지만 이상적이지 않은 날씨, 그리고 작고 쉽게 이동할 수 있는 인구를 가진 가장 외딴 장소를 제공했다. 비키니는 1월 15일 트루먼이 미국을 전쟁 중 일본으로부터 점령한 모든 태평양 섬의 유일한 신탁 통치자로 선언하면서 미국의 독점 통제 하에 놓였다. 해군은 1945년 10월부터 실험 장소를 연구하고 있었고 트루먼의 선언 직후 비키니 선택을 발표할 준비가 되어 있었다. 2월 6일, 측량선 USS (AGS-5)는 비키니 암초를 뚫고 석호로 연결되는 수로를 폭파하기 시작했다. 지역 주민들은 그 이유를 듣지 못했다.
167명의 비키니 섬 주민들은 4일 후인 2월 10일 일요일, 미국 육군 지사인 벤 H. 와이엇 해군 함대사령관이 콰잘레인 환초에서 수상 비행기로 도착했을 때 처음으로 자신들의 운명을 알게 되었다. 그는 개신교 선교사들에게 배운 성경 이야기를 언급하며 그들을 "주께서 적들로부터 구원하여 약속의 땅으로 인도하신 이스라엘 자손"에 비유했다. 그는 또한 이것이 "인류의 선을 위하고 모든 세계 대전을 끝내기 위한 것"이라고 주장했다. 서명된 합의는 없었지만, 그는 "주다 왕이라고 불리는 그들의 지역 족장이 일어나 비키니 원주민들이 이 훌륭한 사업에 참여하게 된 것을 매우 자랑스럽게 생각한다고 말했다"고 케이블로 보고했다. 3월 6일, 와이엇은 비키니 주민들이 그들의 환초를 포기했던 2월 10일 회의의 재연을 촬영하려고 시도했다. 반복적인 지시와 최소 7번의 재촬영에도 불구하고, 유다는 카메라 앞에서 "우리는 기꺼이 갈 것입니다. 모든 것은 신의 손에 있습니다"라는 말만 했다. 다음 날, LST-861은 그들과 그들의 소지품을 동쪽으로 128 마일 (206 km) 떨어진 무인도인 롱게리크 환초로 옮겨 영구 망명을 시작하게 했다. 세 가족의 비키니 주민들이 1974년에 돌아왔지만, 4년 동안 오염된 음식을 섭취하여 몸에 방사능이 축적되어 1978년에 다시 대피했다. 2022년 현재, 환초는 여전히 사람이 살지 않는다.

### 선박

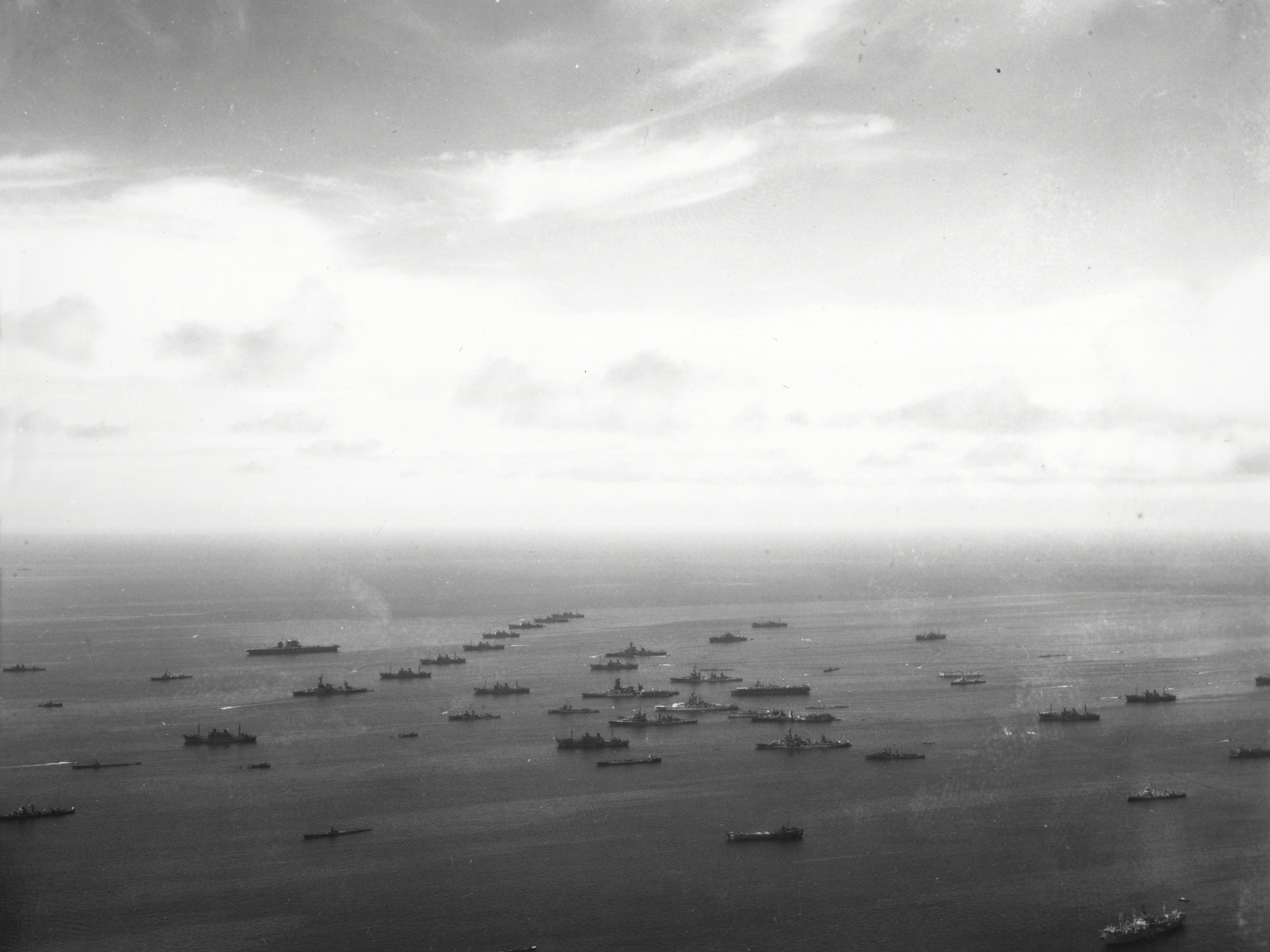
에이블 실험 전 표적 함대 모습

표적 선박을 위한 공간을 마련하기 위해 비키니 석호에서 산호 암석을 제거하는 데 100 쇼트톤 (90 t)의 다이너마이트가 사용되었다. 워싱턴 D.C. 외곽의 데이비드 테일러 모델 분지에서는 "리틀 비키니"라는 연못에서 다이너마이트와 모형 선박으로 베이커 예행연습이 진행되었다. 93척의 표적 함선으로 구성된 함대가 비키니 석호에 집결했다. 표적 무리의 중심부에서는 밀도가 평방 마일당 20척(7.7 km2당)으로, 군사 교리가 허용하는 것보다 3~5배 더 높았다. 명시된 목표는 현실적인 정박지를 재현하는 것이 아니라, 폭발 중심으로부터의 거리에 따른 피해를 가능한 한 많은 거리에서 측정하는 것이었다. 이 배치 또한 침몰을 허용할 함선 수에 대한 육군/해군 간 의견 불일치의 결과였다.
표적 함대에는 4척의 구형 미군 전함, 2척의 항공모함, 2척의 순양함, 13척의 구축함, 8척의 잠수함, 40척의 상륙정, 18척의 수송선, 2척의 급유함, 1척의 떠다니는 건선거, 그리고 3척의 항복한 추축국 함선인 일본 순양함 사카와, 전함 나가토, 독일 순양함 프린츠 오이겐이 포함되었다. 이 함선들은 실험용 연료와 탄약, 그리고 기압, 함선 이동, 방사선을 측정하는 과학 장비를 실었다. 일부 표적 함선에 실린 살아있는 동물들은 지원함 USS 벌리슨에서 공급되었는데, 이 배는 200마리의 돼지, 60마리의 기니피그, 204마리의 염소, 5,000마리의 쥐, 200마리의 생쥐, 그리고 미국 국립암연구소에서 유전적 효과를 연구할 곤충이 들어있는 곡물을 실어왔다. 상륙정 표적함은 비키니 섬에 상륙했다.
150척 이상의 지원 함대가 42,000명 이상의 남성(그중 37,000명 이상이 해군 인원)과 37명의 여성 간호사들을 위한 숙소, 실험 스테이션, 작업장을 제공했다. 추가 인원은 에니웨톡 및 콰잘레인과 같은 인근 환초에 배치되었다. 해군 인원은 실험에 참여하고 원자폭탄이 폭발하는 것을 보고 싶다면 1년 동안 복무 의무를 연장할 수 있었다. 비키니 환초의 섬들은 계측 장소로 사용되었고, 베이커가 오염시키기 전까지는 휴양지로 사용되었다.

### 카메라

크로스로드-에이블, 23 킬로톤

8대의 B-17 폭격기에 무선 조종 오토파일럿이 설치되어 원격 조종 드론으로 변환되었으며, 이 드론에는 자동 카메라, 방사선 감지기, 공기 샘플 채집기가 탑재되었다. 이 드론들은 폭발 지점에서 안전한 거리에 있는 모선에서 조종되었다. 드론은 승무원에게 치명적일 수 있는 에이블의 버섯 구름과 같은 방사선 환경으로 비행할 수 있었다. 모든 지상 기반 폭발 시퀀스 사진은 환초의 여러 섬에 세워진 높은 탑에서 원격 조종으로 촬영되었다. 전체적으로 비키니 카메라들은 50,000장의 정지 사진과 1,500,000 피트 (460,000 m)의 활동 사진 필름을 촬영했다. 한 카메라는 초당 1,000프레임을 촬영할 수 있었다.
첫 실험 전에 모든 인원은 표적 함대와 비키니 환초에서 대피했다. 그들은 지원 함대에 승선하여 환초에서 최소 10 해리 (19 km) 동쪽의 안전한 위치를 취했다. 실험 인원에게는 눈 보호를 위한 특수 선글라스가 지급되었지만, 에이블 실험 직전 선글라스가 충분하지 않을 수 있다는 결정이 내려졌다. 인원들은 폭발 지점에서 등을 돌리고, 눈을 감고, 팔로 얼굴을 감싸서 추가적인 보호를 취하라는 지시를 받았다. 권고된 예방 조치를 무시한 일부 관찰자들은 폭탄이 터졌을 때 다른 사람들에게 알렸다. 대부분의 함선 관찰자들은 약간의 뇌진탕을 느끼고 실망스러운 작은 "펑" 소리를 들었다고 보고했다.

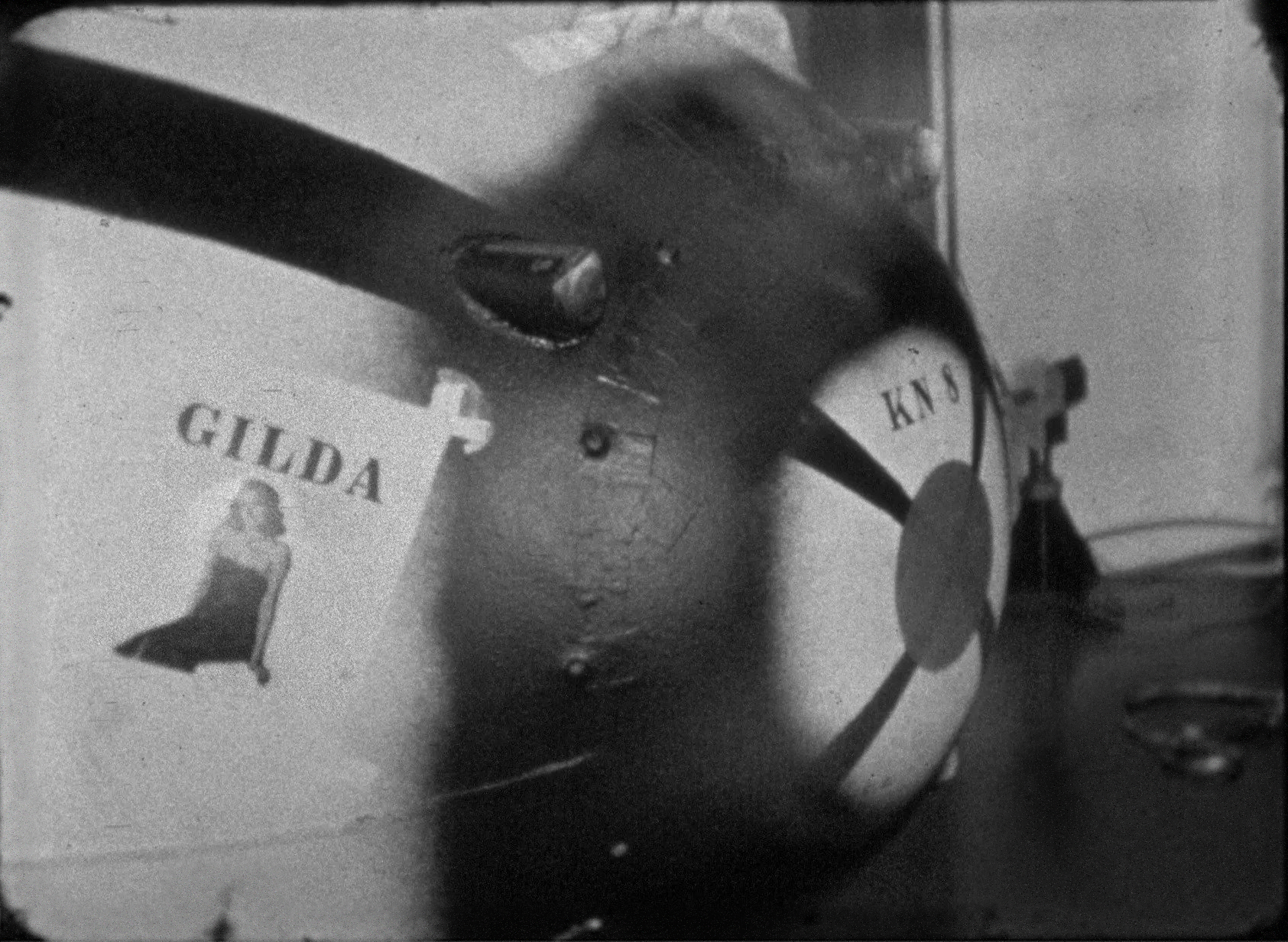
에이블 폭탄, 마크 III '팻 맨'형 핵폭탄에 '길다'라는 별명이 새겨져 있으며, 1946년 영화 길다의 주연 배우 리타 헤이워스 사진이 함께 붙어있다.

2016년 7월 26일, 국가안보문서보관소는 폭탄 폭발 직후 핵 실험장 상공을 비행한 감시 항공기가 촬영한 모든 영상 자료를 기밀 해제하고 공개했다. 해당 영상은 유튜브에서 볼 수 있다.

### 별명
에이블과 베이커는 1941년부터 1956년까지 사용된 미군/해군 음성 문자표의 처음 두 글자이다. 알파와 브라보는 현재 NATO 음성 문자표의 해당 글자이다. 찰리는 두 시스템 모두에서 세 번째 글자이다. 목격자들의 진술에 따르면, 각 실험의 폭발 시간은 H 또는 How 시간으로 발표되었다. 공식 JTF-1 역사에서는 대신 M 또는 Mike 시간이 사용된다.
1946년 7월에는 단 7개의 핵폭탄만이 존재했다. 실험에 사용된 두 폭탄은 나가사키에 투하된 종류와 같은 팻 맨 플루토늄 내폭형 핵무기였다. 에이블 폭탄에는 "길다"라는 이름이 스텐실로 새겨져 있었고, 1946년 영화 길다의 주연 배우 리타 헤이워스의 에스콰이어 잡지 사진으로 장식되어 있었다. 베이커 폭탄은 "비키니의 헬렌"이었다. 유혹과 파괴를 결합한 핵무기에 대한 이러한 팜 파탈 테마는 1946년부터 모든 언어에서 여성용 투피스 수영복에 "비키니"라는 이름을 사용하면서 정점에 달했다.
| 이름          | 날짜, 시간 (UTC)           | 위치                                                                          | 고도 + 높이        | 전달 방식           | 목적      | 장치                     | 위력  | 참고                               |
| ------------- | -------------------------- | ----------------------------------------------------------------------------- | ------------------ | ------------------- | --------- | ------------------------ | ----- | ---------------------------------- |
| 에이블        | 1946년 6월 30일 21:00:01.0 | 비키니 환초 북동쪽 석호 북위 11° 35′ 동경 165° 30′ / 북위 11.59° 동경 165.50° | 0 + 158 m (518 ft) | 자유 낙하 공중 투하 | 무기 효과 | 마크 III "길다"          | 23 kt | [ 53 ] [ 54 ] [ 55 ] [ 56 ] [ 57 ] |
| 베이커        | 1946년 7월 24일 21:34:59.8 | 비키니 환초 북동쪽 석호 북위 11° 35′ 동경 165° 31′ / 북위 11.59° 동경 165.52° | 0 – 27.5 m (90 ft) | 수중                | 무기 효과 | 마크 III "비키니의 헬렌" | 23 kt | [ 53 ] [ 54 ] [ 57 ]               |
| 찰리 (취소됨) | 1947년 3월 1일             | 비키니 환초 북동쪽 석호 북위 11° 34′ 동경 165° 31′ / 북위 11.57° 동경 165.51° | 0 – 50 m (160 ft)  | 수중                | 무기 효과 | 마크 III                 | 23 kt | [ 57 ]                             |

미국의 핵실험 시리즈 요약표는 미국의 핵무기 실험 목록을 참조.

## 에이블 실험

길다, 23킬로톤급 공중 투하 핵무기, 1946년 7월 1일 크로스로드 에이블 실험 중 폭발

### 폭파

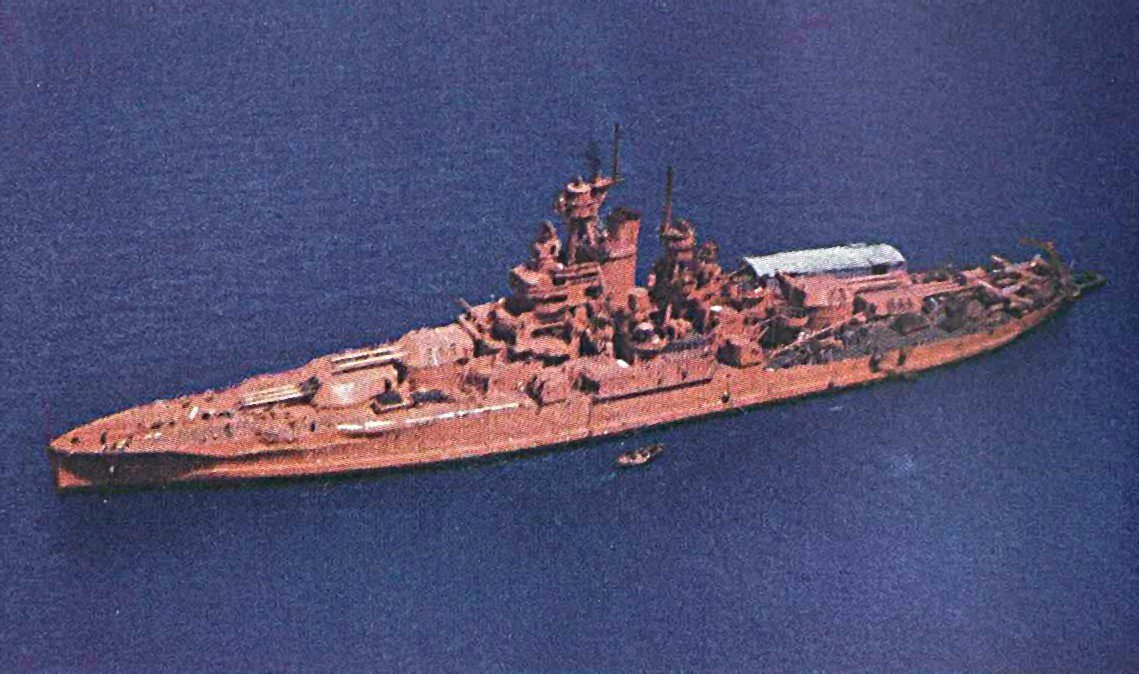
원자력 실험을 위해 고시인성 주황색으로 도색된 네바다호

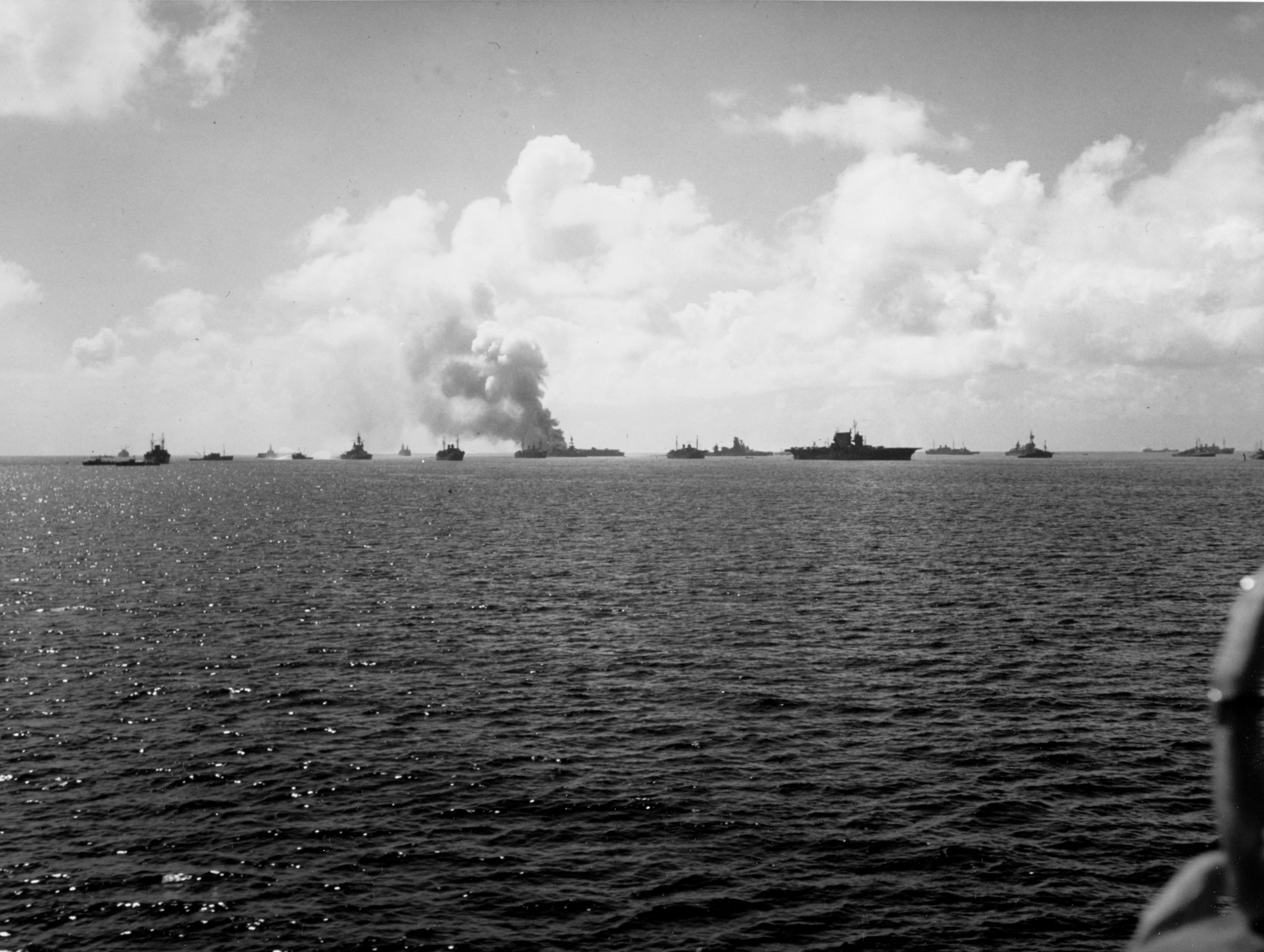
1946년 7월 1일 크로스로드 에이블 실험 후 표적 함대. 항공모함 새러토가가 오른쪽 중앙에, 인디펜던스가 왼쪽 중앙에서 불타고 있다. 전함 나가토는 그들 사이에 있다. 왼쪽의 전함 펜실베이니아 옆 함선은 석호 물로 방사능을 씻어내려고 하고 있다.

1946년 7월 1일 09:00, 길다는 로저 M. 라메이 준장의 지휘 하에 우드로 스완컷 소령이 조종하는 509 폭격비행단의 B-29 데이브스 드림에서 투하되었다. 이 비행기는 이전에 빅 스팅크로 알려졌으며, 1945년 나가사키 임무의 사진 촬영 장비 항공기였다. 1946년 3월 7일 훈련 임무 중 사망한 폭격수 데이브 샘플을 기리기 위해 개명되었다. 길다는 표적 함대 상공 520 피트 (158 m)에서 폭발했으며, 위력은 23킬로톤이었다. 5척의 함선이 침몰했다. 두 척의 공격 수송선은 즉시 침몰했고, 두 척의 구축함은 몇 시간 내에, 그리고 사카와는 다음 날 침몰했다.
114명의 언론 참관인 중 일부는 함선에 미치는 영향에 대해 실망감을 표했다. 뉴욕 타임스는 "두 척만 침몰했고, 한 척은 전복되었으며, 18척이 손상되었다"고 성급하게 보도했다. 다음 날, 타임스는 포레스탈의 설명을 실었는데, 그는 "강하게 건조되고 장갑이 두꺼운 함선은 수중 피해를 입지 않는 한 침몰시키기 어렵다"고 말했다.
예상보다 적은 함선 피해의 주된 원인은 폭탄이 조준점에서 710 야드 (649 m) 벗어났기 때문이다. 폭탄이 겨냥했던 함선은 침몰하지 않았다. 이 오차로 인해 B-29 폭격기 승무원에 대한 정부 조사가 시작되었다. 폭탄의 알려진 불량한 탄도 특성을 포함한 다양한 설명이 제시되었지만, 설득력 있는 것은 없었다. 투하 영상은 결론을 내리지 못했다. 폭격조준경은 점검 결과 오류가 없었다. 펌킨 폭탄 투하가 진행되었고 정확했다. 폴 티비츠 대령은 오차가 승무원의 잘못된 계산 때문이라고 믿었다. 미스터리는 풀리지 않았다.
에이블이 예상보다 덜 화려했던 다른 요인들도 있었다. 관찰자들은 트리니티 실험보다 훨씬 멀리 떨어져 있었고, 높은 습도는 빛과 열의 상당 부분을 흡수했다.
1941년 진주만 공격에서 유일하게 출격한 전함인 USS 네바다는 에이블의 조준점으로 지정되었으며, 중앙 표적 함선 무리에서 눈에 띄도록 주황색으로 칠하고 흰색 포신과 갑판 난간을 칠했다. 네바다호 반경 400 야드 (366 m) 이내에는 8척의 함선이 있었다. 만약 폭탄이 계획대로 네바다호 상공에서 폭발했다면, 전함 2척과 항공모함 1척을 포함하여 최소 9척의 함선이 침몰했을 것이다. 실제 폭발 지점은 표적의 서북서쪽으로, 훨씬 덜 붐비는 수역에 있는 공격 수송선 USS 길리엄에 더 가까웠다.

### 에이블 표적 배열
| # | 이름   | 종류   | 제로 지점으로부터의 거리 |
| - | ------ | ------ | ------------------------ |
| 5 | 길리엄 | 수송선 | 50 yd (46 m)             |
| 9 | 사카와 | 순양함 | 420 yd (380 m)           |
| 4 | 칼라일 | 수송선 | 430 yd (390 m)           |
| 1 | 앤더슨 | 구축함 | 600 yd (550 m)           |
| 6 | 람슨   | 구축함 | 760 yd (690 m)           |

| #  | 이름           | 종류        | 제로 지점으로부터의 거리 |
| -- | -------------- | ----------- | ------------------------ |
| 40 | 스케이트       | 잠수함      | 400 yd (370 m)           |
| 12 | YO-160         | 항만 급유선 | 520 yd (480 m)           |
| 28 | 인디펜던스     | 항공모함    | 560 yd (510 m)           |
| 22 | 크리텐던       | 수송선      | 595 yd (544 m)           |
| 32 | 네바다         | 전함        | 615 yd (562 m)           |
| 3  | 아칸소         | 전함        | 620 yd (570 m)           |
| 35 | 펜사콜라       | 순양함      | 710 yd (650 m)           |
| 11 | ARDC-13        | 건선거      | 825 yd (754 m)           |
| 23 | 도슨           | 수송선      | 855 yd (782 m)           |
| 38 | 솔트레이크시티 | 순양함      | 895 yd (818 m)           |
| 27 | 휴스           | 구축함      | 920 yd (840 m)           |
| 37 | 라인드         | 구축함      | 1,012 yd (925 m)         |
| 49 | LST-52         | LST         | 1,530 yd (1,400 m)       |
| 10 | 새러토가       | 항공모함    | 2,265 yd (2,071 m)       |

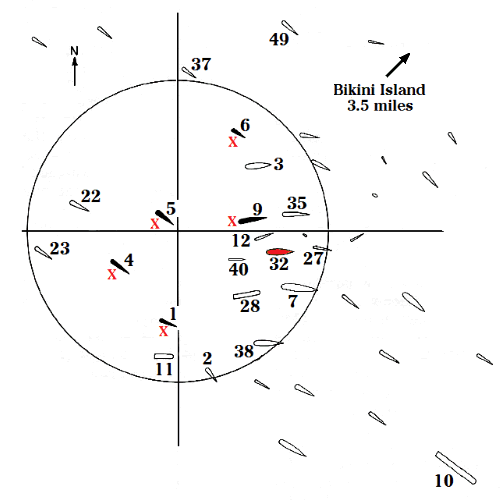
크로스로드 작전의 에이블 폭발을 위한 비키니 석호의 표적 함선 배열. 표적 함선의 절반은 이 지도의 영역 밖에 있었다. 다섯 개의 빨간색 X는 침몰한 다섯 척의 함선을 표시한다. 표(오른쪽)에는 함선 번호의 키가 들어 있다. 폭발 지점에서 반경 인 원은 심각한 함선 피해 지역을 나타낸다. 폭탄의 목표는 #32번 함선인 전함 였으며, 폭격수가 식별하기 쉽도록 주황색으로 칠해졌다. 폭탄은 #5번 함선인 공격 수송선 에 더 가깝게 떨어졌다. 모든 잠수함은 수면에 있었다.

침몰한 5척 외에도 14척이 심각하거나 그 이상의 손상을 입었으며, 대부분은 충격파로 인한 것이었다. 이 중 3척을 제외하고는 모두 폭발 지점으로부터 1,000 야드 (900 m) 이내에 위치했다. 이 반경 내에서는 폭탄에 대한 방향이 충격파 영향의 요인이 되었다. 예를 들어, 침몰한 6번 함선인 구축함 USS 람슨는 떠다니던 7척의 함선보다 멀리 떨어져 있었다. 람슨은 폭발에 대해 현측을 향하고 있어 좌현에 완전한 충격을 받았지만, 7척의 더 가까운 함선들은 폭발에 대해 고물을 향해 정박되어 있어 선체의 가장 취약한 부분을 어느 정도 보호했다.
1000야드 반경 내에서 심각한 손상이 아닌 보통 수준의 손상을 입은 유일한 대형 함선은 튼튼하게 건조된 일본 전함 나가토였는데, 7번 함선인 이 함선은 폭탄에 대해 선미를 향하고 있어 어느 정도 보호를 받았다. 제2차 세계 대전으로 인한 수리되지 않은 손상이 피해 분석을 복잡하게 만들었을 수 있다. 진주만 공격이 지휘되었던 함선으로서, 나가토는 침몰을 보장하기 위해 조준점 근처에 배치되었다. 에이블 폭탄은 목표를 빗나갔고, 상징적인 침몰은 3주 후인 베이커 폭발 5일 후에 이루어졌다.
폭발 지점에서 1 마일 (1.6 km) 이상 떨어진 10번 함선인 항공모함 새러토가는 화재로 심각한 손상을 입었다. 실험을 위해 모든 함선은 샘플량의 연료와 탄약, 그리고 비행기를 실었다. 대부분의 군함은 갑판에 수상기를 싣고 있었는데, 이는 크레인으로 물에 내릴 수 있었다. 그러나 새러토가는 갑판과 아래 격납고 모두에 고휘발성 항공연료가 있는 여러 대의 비행기를 싣고 있었다. 화재는 진압되었고, 새러토가는 베이커 폭발에 사용하기 위해 물 위에 떠 있었다.

### 방사선

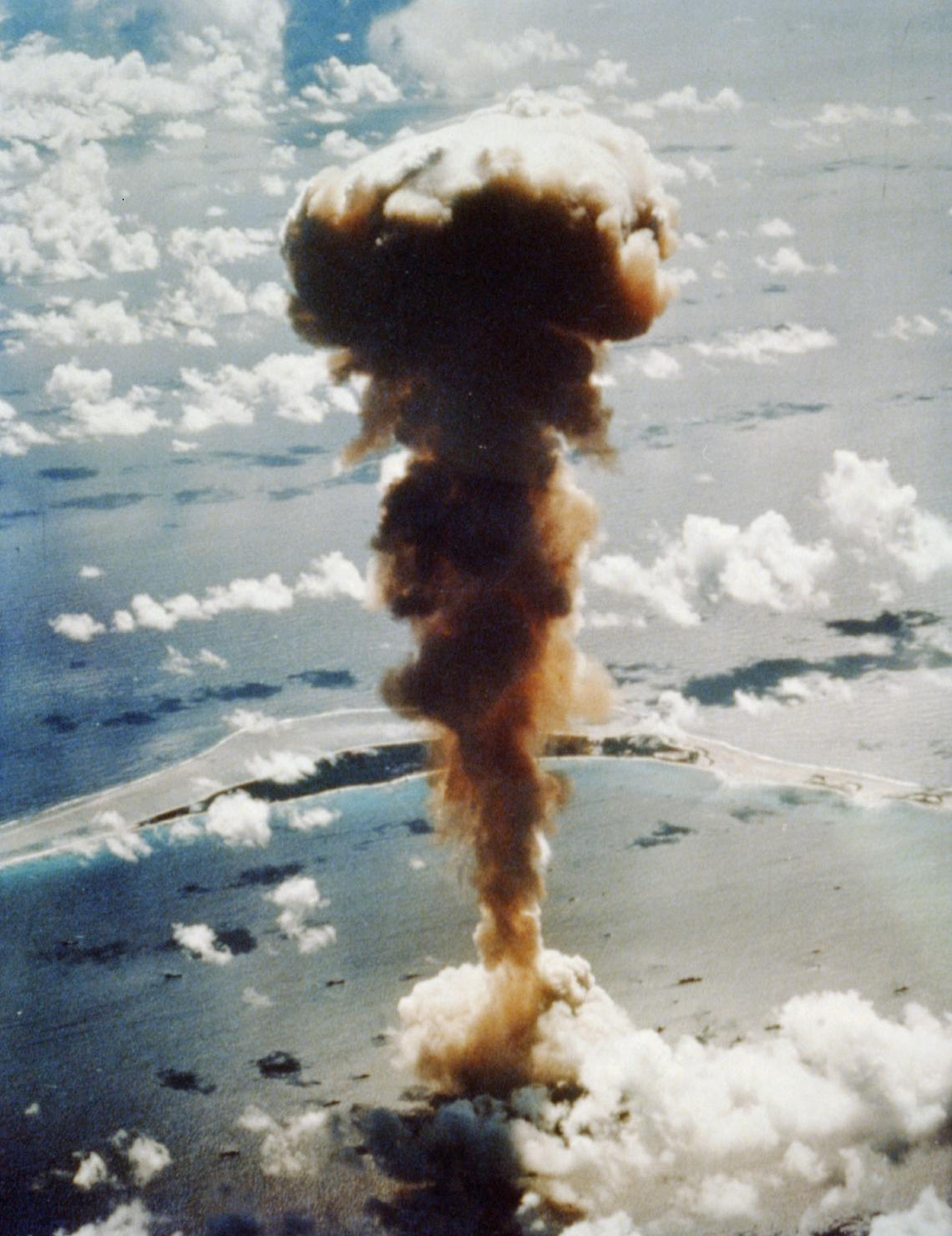
비키니 섬이 배경으로 보이는 석호에서 솟아오르는 에이블 버섯 구름의 항공 사진. 구름은 방사성 오염 물질을 성층권으로 운반했다.

리틀 보이(히로시마)와 팻 맨(나가사키)과 마찬가지로 크로스로드 에이블 폭발은 공중 폭발이었다. 이는 표면 물질이 불덩이에 흡수되는 것을 방지하기 위해 공중에서 충분히 높이 폭발하도록 의도되었다. 트리니티 실험의 폭발 높이는 100 피트 (30 m)였다. 장치는 탑에 설치되었다. 이는 6 피트 (1.8 m) 깊이와 500 피트 (150 m) 폭의 분화구를 만들었으며, 약간의 국지적 낙진이 있었다. 실험은 비밀리에 진행되었고, 당시 세계는 방사성 낙진에 대해 전혀 알지 못했다. 국지적 낙진이 없는 진정한 공중 폭발이 되기 위해서는 트리니티 폭발 높이가 580 피트 (180 m)여야 했다. 공중 폭발의 경우, 방사성 핵분열 생성물은 성층권으로 상승하여 국지적인 환경이 아닌 전 지구적인 환경의 일부가 된다. 공중 폭발은 공식적으로 "자가 정화"되는 것으로 묘사되었다. 에이블에서는 심각한 국지적 낙진이 없었다.
몇 초 동안 지속되는 강렬한 불덩어리 방사선이 일시적으로 방출되었다. 가까운 함선들은 치명적일 수 있는 중성자선 및 감마선 선량을 받았지만, 함선들은 방사능을 띠지 않았다. 함선 내 물질의 중성자 활성화는 당시의 기준으로 사소한 문제로 간주되었다. 지원함 USS 헤이븐에 탑승한 한 선원은 표적함에서 가져온 불법 금속 기념품에서 나오는 "감마선 샤워" 속에서 잠들어 있는 것이 발견되었다. 불덩어리 중성자가 이를 방사능으로 만들었다. 하루 안에 살아남은 표적함들은 거의 모두 재승선되었다. 베이커 실험을 위한 함선 검사, 장비 회수, 함선 이동 및 재정박은 예정대로 진행되었다.

### 실험 동물
22척의 표적선에 사람들이 보통 차지하는 자리에 기니피그 57마리, 생쥐 109마리, 돼지 146마리, 염소 176마리, 흰 쥐 3,030마리가 배치되었다. 이 동물들의 35%는 폭발 후 3개월 이내에 사망하거나 안락사되었다. 10%는 공중 폭발로, 15%는 방사선으로 사망했으며, 10%는 후속 연구의 일환으로 연구자들에 의해 살처분되었다. 가장 유명한 생존자는 돼지 #311로, 폭발 후 석호에서 헤엄치고 있는 것이 발견되어 워싱턴 D.C. 국립 동물원으로 옮겨졌다고 한다. 돼지 #311의 신비로운 생존은 당시 일부 혼란을 야기했으며, 계속해서 잘못 보고되고 있다. 그러나 조사 결과, 이 돼지는 바다에서 헤엄치거나 폭발을 피한 것이 아니며, 실험 중 관측선에 안전하게 탑승하고 있었을 가능성이 높으며, 따라서 사카와호에 배치된 곳에서 "무단이탈"하여 다른 생존 돼지들이 포획될 무렵 나타난 것으로 결론지어졌다.

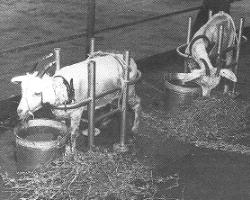
실험 동물들은 크로스로드 작전 선박에 의도적으로 갇혀 있었다. ' 갑판에 이렇게 갇혀 있던 염소 #53은 에이블 폭발 이틀 후 방사선 노출로 사망했다.

실험 동물의 높은 생존율은 부분적으로 단일 펄스 방사선의 특성 때문이었다. 이전 악마 핵과 관련된 두 로스앨러모스 임계 사고와 마찬가지로, 치사량에 노출될 만큼 가까이 있던 피해자는 사망했지만, 더 멀리 있던 피해자는 회복하고 생존했다. 또한, 모든 생쥐는 미래 세대의 가능한 돌연변이를 연구하기 위해 예상 치사 구역 밖에 배치되었다.
길다는 목표물인 네바다호에서 거의 800미터나 빗나갔고, 전함을 침몰시키거나 오염시키지는 못했지만, 승무원이 있었다면 살아남지 못했을 것이다. 포탑 안에 묶여 장갑판으로 보호된 염소 #119는 불덩어리 방사선을 충분히 받아 4일 후에 방사선병으로 사망했는데, 이는 갑판에 보호되지 않은 상태로 있던 염소 #53보다 이틀 더 오래 생존한 것이다. 만약 네바다호에 승무원이 가득했다면, 아마도 살아있는 승무원이 없어 바다에 떠다니는 움직일 수 없는 관이 되었을 것이다. 2년 후인 1948년 7월 31일 진주만 서남쪽 105 킬로미터 (65 mi)에서 항공어뢰로 마무리되었다. 이론적으로 함선 내 보호되지 않은 모든 위치는 불덩어리로부터 100 sievert (10,000 rem)의 초기 핵 방사선을 받았을 것이다. 따라서 함선 깊숙이 들어가 90%의 방사선 감소를 경험했을 사람들도 여전히 10 sievert (1,000 rem)의 치사량에 노출되었을 것이다. 원자과학자회보의 평가에 따르면 다음과 같다.

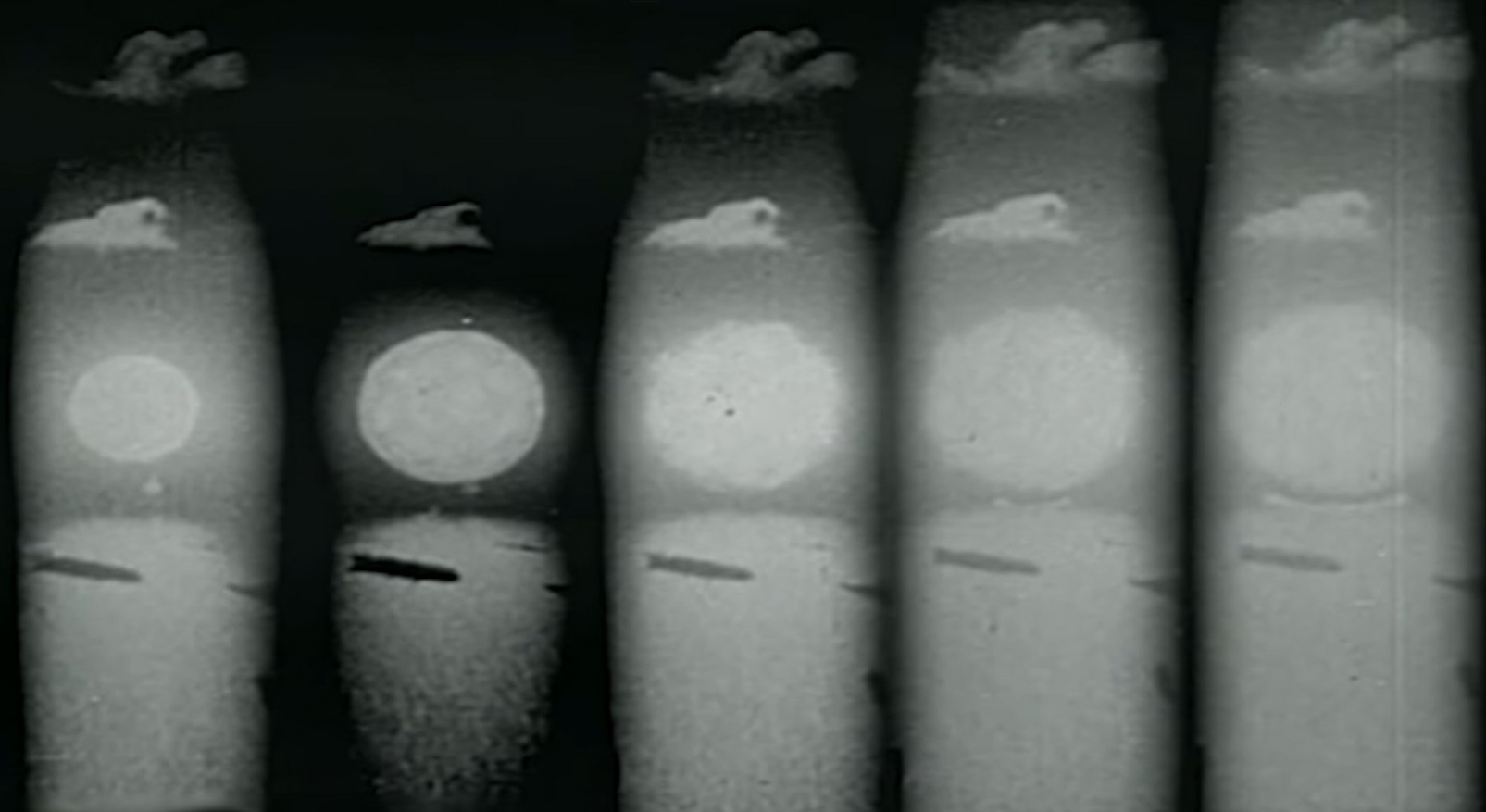
에이블 폭발의 처음 몇 마이크로초, 불덩어리 및 방사선 효과의 사진 몽타주

폭발로부터 약 1마일 떨어진 대형 선박은 침몰을 피하겠지만, 승무원은 폭탄에서 나오는 치명적인 방사선에 의해 사망할 것이며, 광대한 바다에 관리되지 않은 유령선만 떠다니게 될 것이다.

## 베이커 실험

크로스로드-베이커 폭발의 슬로우 모션. 장치 바로 위에 정박되어 있던 LSM-60은 완전히 파괴된다.

### 폭파
7월 25일 베이커 실험에서는 표적 함대 중앙에 정박된 상륙정 LSM-60 아래에 핵무기가 매달려 있었다. 베이커는 수심 180 피트 (55 m)의 절반인 수중 90 피트 (27 m)에서 08:35에 폭발했다. LSM-60의 식별 가능한 부분은 발견되지 않았으며, 핵 불덩이에 의해 증발한 것으로 추정된다. 10척의 함선이 침몰했으며, 여기에는 독일 중순양함 프린츠 오이겐이 포함되었는데, 이 함선은 실험 5개월 후인 12월에 선체 누수 수리가 방사능으로 인해 불가능하여 침몰했다.
베이커 사진은 핵폭발 사진 중 독특하다. 보통 표적 지역을 가리는 눈부신 섬광은 수중에서 발생하여 거의 보이지 않았다. 전경과 배경의 선명한 선박 이미지는 규모감을 준다. 큰 응결 구름과 수직 수주(水柱)는 베이커 폭발의 특징적인 요소이다. 한 사진에는 27,000톤급 전함 USS 아칸소가 있던 자리가 표시되어 있다.
에이블과 마찬가지로 폭발 지점에서 1,000 야드 (900 m) 이내에 떠 있던 모든 함선은 심각한 손상을 입었지만, 이번에는 공기압이 아닌 수압으로 인해 아래에서부터 손상이 발생했다. 두 폭발의 가장 큰 차이점은 베이커로 인한 모든 표적 함선의 방사성 오염이었다. 손상 정도와 무관하게, 살아남은 베이커 표적 함선 중 9척만이 결국 오염 제거되어 폐기 처분되었다. 나머지는 오염 제거 노력이 실패한 후 바다에 침몰했다.

### 베이커 표적 배열
| #  | 이름       | 종류        | 제로 지점으로부터 현두까지의 거리 |
| -- | ---------- | ----------- | --------------------------------- |
| 50 | LSM-60     | 상륙        | 0 yd (0 m)                        |
| 3  | 아칸소     | 전함        | 259 yd (237 m)                    |
| 8  | 파일럿피시 | 잠수함      | 363 yd (332 m)                    |
| 10 | 새러토가   | 항공모함    | 446 yd (408 m)                    |
| 12 | YO-160     | 항만 급유선 | 543 yd (497 m)                    |
| 41 | 스키프잭   | 잠수함      | 808 yd (739 m)                    |
| 2  | 아포곤     | 잠수함      | 846 yd (774 m)                    |
| 7  | 나가토     | 전함        | 852 yd (779 m)                    |
| 11 | ARDC-13    | 건선거      | 1,276 yd (1,167 m)                |

프린츠 오이겐(36번 함선)은 에이블과 베이커 실험 모두에서 살아남았지만, 방사능 때문에 누수를 수리할 수 없었다. 1946년 9월, 이 함선은 콰잘레인 환초로 예인되었고, 12월 22일 얕은 물에서 전복되었다. 현재까지도 그곳에 남아 있으며, 우현 프로펠러 블레이드는 공중에 드러나 있다.

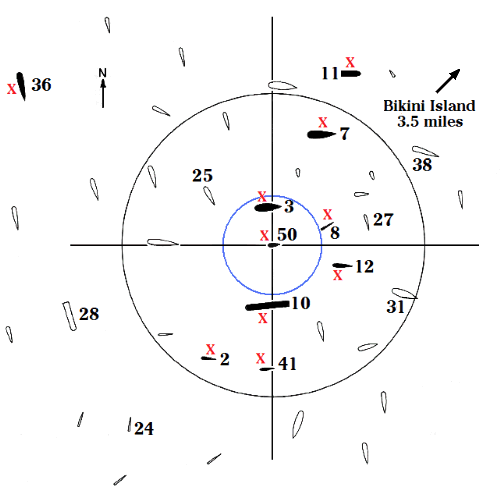
크로스로드 작전의 베이커 폭발을 위한 비키니 석호의 표적 함선 배열. 표적 함선의 절반은 이 지도의 영역 밖에 있었다. 열 개의 빨간색 X는 침몰한 열 척의 함선을 표시한다. 표(왼쪽)에는 함선 번호의 키가 들어 있다. 폭발 지점에서 반경 인 검은색 원은 심각한 함선 피해 지역을 나타낸다. 반경 인 파란색 원은 폭발로 인해 생성된 얕은 수중 분화구의 가장자리와 를 감싼 속이 빈 수주의 바깥 둘레를 표시한다. 잠수함은 잠수 상태였다. (8번 함선)는 의 용골 깊이로, (2번 함선)는 의 용골 깊이로, (41번 함선)는 의 깊이로 잠수했다.

잠수함 USS 스키프잭는 비키니에서 성공적으로 인양된 유일한 침몰함이었다. 2년 후 캘리포니아로 예인되어 해안에서 표적함으로 다시 침몰했다.

다른 3척의 함선은 모두 침몰 상태로 비키니 해안으로 예인되어 좌초되었다. 공격 수송함 USS 팔론(25번 함선), 구축함 USS 휴스(27번 함선), 잠수함 USS 덴투다(24번 함선)이었다. 덴투다는 승무원들이 잠수함에서 안전하게 벗어나 있었고, 잠수 상태였으며(따라서 바닥 서지를 피했다) 1000야드 원 밖에 있었기 때문에 심각한 오염이나 선체 손상을 입지 않고 성공적으로 오염 제거 및 수리되어 잠시 복귀하여 운용되었다.

### 폭발 사건 순서
베이커 실험은 매우 특이한 현상을 많이 일으켜, 두 달 후 용어를 표준화하고 설명 및 분석에 사용할 새로운 용어를 정의하기 위한 회의가 개최되었다. 수중 불덩어리는 빠르게 팽창하는 뜨거운 기포 형태로 물을 밀어내어, 초음속 수력 충격파를 생성했고, 이 충격파는 퍼져나가면서 인근 선박의 선체를 부숴버렸다. 결국 이 충격파는 물속의 음속인 초당 1마일(1,600m/s)로 느려졌는데, 이는 공기 중 음속보다 5배 빠른 속도이다. 수면에서는 충격파가 빠르게 팽창하는 어두운 물의 고리, 즉 기름때처럼 보이는 "기름진 물"의 선두 가장자리로 보였다. 기름진 물 바로 뒤에는 시각적으로 더 극적이지만 파괴력은 덜한, "균열"이라고 불리는 물 표면의 하얗게 변하는 현상이 나타났다.
기포의 직경이 수심 180 피트 (55 m)에 도달했을 때, 동시에 해저와 해수면에 충돌했다. 바닥에서는 깊이 30 피트 (9 m)에 폭 2,000 피트 (610 m)의 얕은 분화구를 만들었다. 위쪽에서는 그 위의 물을 "분무 돔"으로 밀어냈고, 이는 간헐천처럼 수면을 뚫고 터져 나왔다. 폭발 후 경과 시간은 4밀리초였다.
첫 1초 동안 팽창하는 기포는 반경 500-피트 (150 m) 내의 모든 물을 제거하고 2백만 톤의 물방울과 해저 모래를 공중으로 들어 올렸다. 기포가 초당 2,500 피트 매 초 (760 m/s)의 속도로 상승하면서, 분무 돔을 "기둥"이라고 불리는 속이 빈 원통형 또는 굴뚝 모양의 물방울로 늘렸는데, 높이 6,000 피트 (1,800 m)에 폭 2,000 피트 (600 m), 벽 두께 300 피트 (90 m)였다.
거품이 공중에 닿자마자, 균열처럼 파괴적이기보다는 시각적으로 더 극적인 초음속 대기 충격파를 일으켰다. 충격파 뒤의 짧은 저압은 즉각적인 안개를 발생시켜 형성되는 기둥을 "윌슨 구름"이라고도 불리는 "응결 구름"으로 감싸 2초 동안 시야에서 가려졌다. 윌슨 구름은 반구형으로 시작하여 디스크 모양으로 팽창하여 물에서 들어 올려져 완전히 발달된 분무 기둥을 드러낸 다음 도넛 모양으로 팽창하여 사라졌다. 에이블 폭발도 윌슨 구름을 생성했지만, 불덩어리의 열로 인해 더 빨리 말랐다.
윌슨 구름이 사라질 무렵, 기둥의 꼭대기는 "콜리플라워"가 되었고, 기둥과 콜리플라워의 모든 분무는 다시 석호로 떨어지고 있었다. 모양은 구름 같았지만, 콜리플라워는 물이 위로 움직임을 멈추고 떨어지기 시작하는 간헐천의 꼭대기와 같았다. 버섯 구름은 없었고, 성층권으로 올라간 것은 아무것도 없었다.

크로스로드 베이커, 함선 아래의 흰색 수면 "균열"과 반구형 윌슨 구름을 뚫고 돌출된 속이 빈 분무 기둥의 꼭대기를 보여준다. 비키니 섬 해변이 배경에 보인다.
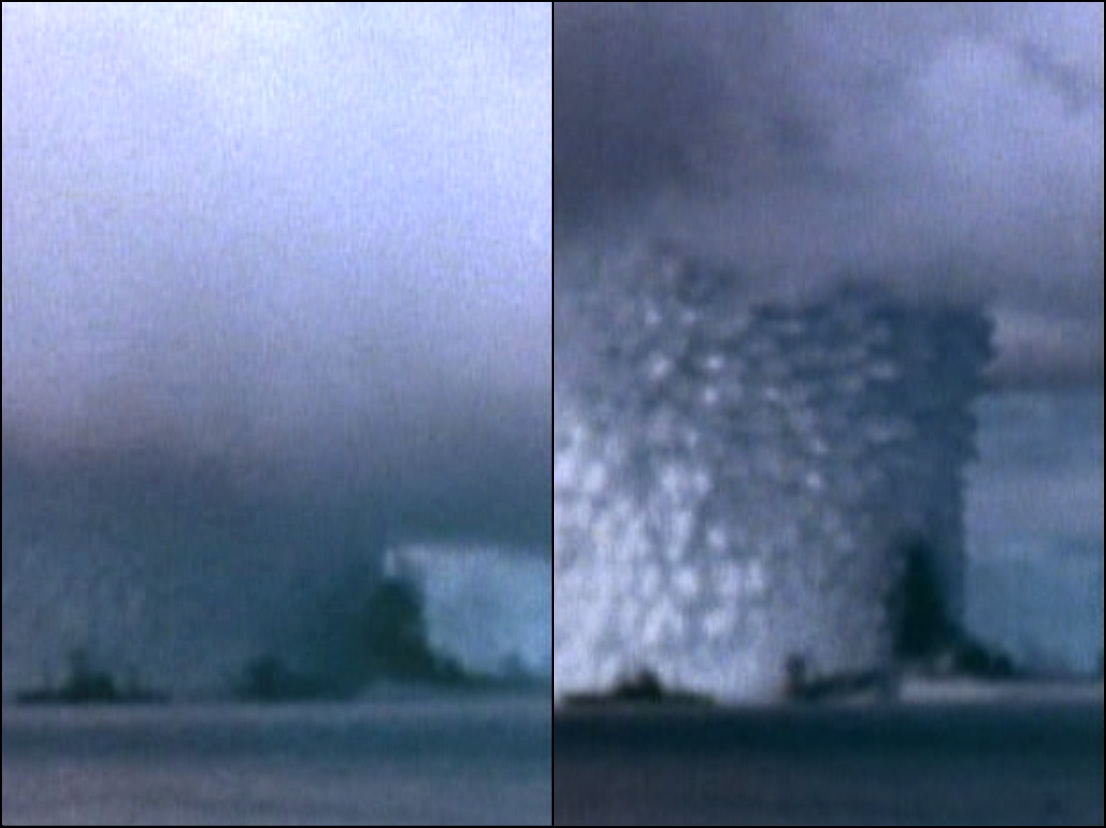
윌슨 구름이 떠오르면서 전경의 함선보다 큰 수직 검은 물체가 드러난다. 한때 인기 있었던 (그러나 이제는 할인된) 이론은 이것이 뒤집힌 전함 아칸소호라고 주장했다.[111] 실제로는 어두운 영역이 아칸소호의 선체가 분무 기둥의 발달을 방해하여 그 존재로 인해 기둥에 구멍이 생긴 것이다.
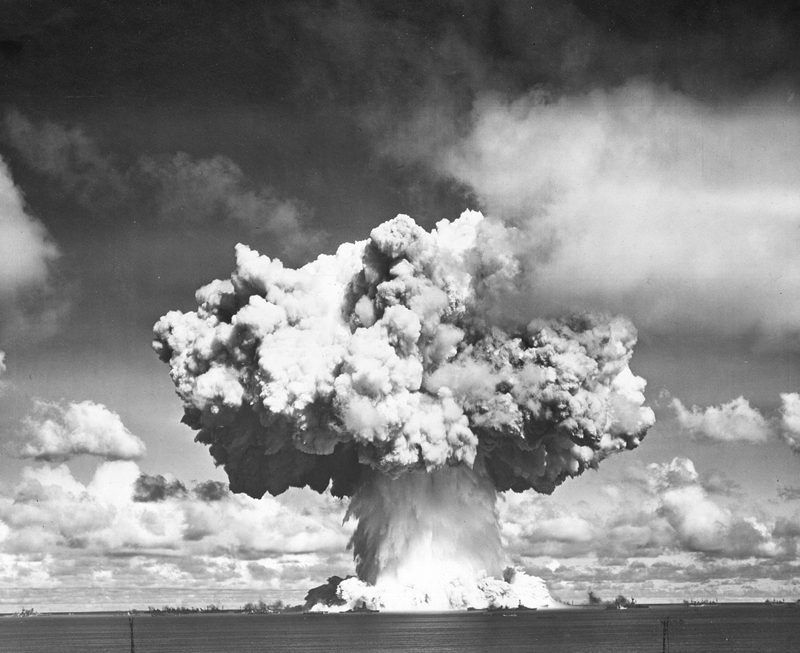
윌슨 구름이 증발하면서 분무 기둥 위에 있는 콜리플라워가 드러난다. 2백만 톤의 물방울이 석호로 다시 떨어진다. 방사성 바닥 서지가 함선 쪽으로 이동하고 있다.

한편, 상승하는 기포가 비워진 공간으로 석호 물이 다시 쇄도하면서 지진해일이 발생했고, 이는 함선 아래를 통과하면서 함선들을 들어 올렸다. 폭발 11초 후, 첫 번째 파도는 표면 제로 지점에서 1,000 피트 (300 m) 떨어져 있었고, 높이는 94 피트 (29 m)였다. 3.5 마일 (6 km) 떨어진 비키니 섬 해변에 도달했을 때, 이는 최대 15 피트 (5 m) 높이의 해변 파도를 포함하는 9개의 파도 세트였으며, 상륙정을 해변으로 던지고 모래로 가득 채웠다.
폭발 12초 후, 기둥에서 떨어지는 물이 높이 900-피트 (270 m)의 "바닥 서지"를 만들기 시작했는데, 이는 큰 폭포 바닥의 안개와 유사했다. 물 파도와 달리 바닥 서지는 함선 아래가 아닌 위로 굴러갔다. 폭탄의 모든 효과 중 바닥 서지는 대부분의 표적 함선에 가장 큰 영향을 미쳤는데, 이는 함선들을 제거할 수 없는 방사능으로 뒤덮었기 때문이다. 전술 핵전쟁 옹호자들은 바닥 서지를 매우 높은 해상 상태(GVHSS)의 생성으로 묘사하며, 군함 상부 구조물의 통신 및 레이더 장비를 무력화할 수 있는 물리적 손상을 강조하기 위해 방사능을 무시했다.

### 아칸소호
아칸소호는 폭탄이 매달려 있던 함선을 제외하고는 폭탄에 가장 가까운 함선이었다. 수중 충격파는 폭탄을 향한 함선 우현을 부수고 전함을 좌현으로 뒤집었다. 또한 우현의 두 프로펠러와 그 축, 그리고 방향키와 선미 일부를 뜯어내어 선체를 25 피트 (7.6 m) 짧게 만들었다.
같은 해 해군 잠수부들이 수중 폭탄 분화구 가장자리에 선수부가 닿고 선미가 중앙을 향해 뒤집힌 채로 누워 있는 아칸소호를 발견했다. 상부 구조나 큰 함포는 보이지 않았다. 아칸소호에 처음 도달한 잠수부는 방사성 진흙에 팔꿈치까지 빠졌다. 1989년과 1990년에 미국 국립공원관리청 잠수부들이 다시 방문했을 때, 바닥은 다시 단단하게 모래로 덮여 있었고 진흙은 사라졌다. 그들은 1946년에는 보이지 않았던 함수 함포의 포신을 볼 수 있었다.
모든 전함은 상부가 무거워 침몰할 때 뒤집혀 가라앉는 경향이 있다. 아칸소호는 뒤집혀 가라앉았지만, 1989년 잠수부의 잔해 스케치에는 우현의 선체가 거의 보이지 않아 함선이 옆으로 누워 있는 것처럼 보인다. 우현의 대부분은 존재하지만 심하게 압축되어 있다.
상부 구조는 발견되지 않았다. 벗겨져 휩쓸려갔거나, 선체 아래에 깔려 분화구로 다시 흘러들어간 모래 아래에 파묻혀 있을 수 있다. 내부로의 유일한 잠수부 접근 통로는 좌현 포곽("에어캐슬"이라 불림)을 통해 좁게 뚫려 있다. 미국 국립공원관리청 잠수부들은 1990년 아칸소호에 진입하기 전에 박물관 함선인 전함 USS 텍사스의 유사한 포곽에서 연습했다.
일반적인 믿음과는 달리, 아칸소호는 무기 실험의 폭발로 수직으로 들어올려지지 않았다. 실험 이후의 조사에서 잔해에 대한 법의학적 조사는 우현을 따라 선체 외판의 구조적 결함으로 인해 급격한 침수와 함선 전복이 발생했음을 명확히 보여준다.
- 비키니 석호 수심 180 피트 (55 m)에 뒤집혀 있는 전함 아칸소. 1989년 미국 국립공원관리청 잠수부의 스케치.
- 1989년 아칸소호 좌현 포곽, 바닥에 뒤집혀 있음. 함선 내부로 들어가는 유일한 잠수부 접근 통로였으며, 1946년과 1990년에 다시 진입했다.
- 유사한 전함 USS 텍사스, 포곽이 원으로 표시됨. 비키니에서는 아칸소호의 하갑판 함포 위에 있던 모든 것이 사라졌거나 모래에 파묻혔다.

### 항공모함
베이커 근처에 배치된 새러토가호는 수중 충격파가 선체에 누수를 일으킨 후 7.5시간 만에 침몰했다. 충격파가 지나간 직후, 수면 파도가 선미를 43 피트 (13 m) 들어 올리고 선수를 29 피트 (8.8 m) 들어 올리며 함선을 좌우로 흔들었고, 함선을 덮쳐 비행갑판에 계류되어 있던 5대의 비행기를 모두 쓸어버리고 연통을 갑판 위로 쓰러뜨렸다. 함선은 똑바로 서 있었고 분무 기둥 밖에 있었지만, 무너지는 콜리플라워 머리에서 나오는 방사능 물과 바닥 서지로 인해 흠뻑 젖을 만큼 충분히 가까웠다. 블랜디는 예인선에 항공모함을 에뉴 섬으로 예인하여 좌초시키라고 명령했지만, 새러토가호와 주변 물은 침몰할 때까지 접근하기에는 너무 방사능이 높았다. 함선은 바닥에 똑바로 가라앉았으며, 마스트의 꼭대기는 수면 아래 40 피트 (12 m)에 위치했다.
USS 인디펜던스는 에이블 폭발로 비행갑판에 엄청난 손상을 입었지만 살아남았다. 이 함선은 베이커 폭발에서 추가적인 물리적 손상을 피할 만큼 충분히 멀리 계류되어 있었지만, 심하게 오염되었다. 이 함선은 샌프란시스코로 예인되었고, 그곳의 헌터스 포인트 해군 조선소에서 4년간의 오염 제거 실험에도 불구하고 만족스러운 결과를 얻지 못했다. 1951년 1월 29일, 이 함선은 파랄론 제도 근처에 자침되었다.
- 비키니 석호 바닥에 있는 USS 새러토가의 잠수부 스케치. 우현 어뢰 블리스터는 찌그러져 있다.
- USS 인디펜던스(28번 함선), 에이블 폭발로 인한 피해를 보여주며, 베이커 폭발로 방사능에 오염되기 전의 모습이다.

### 핵분열 생성물 방사능
베이커는 핵분열 생성물을 국지 환경에 유지할 만큼 지표면에 충분히 가까웠던 최초의 핵폭발이었다. 이는 "자가 정화"되지 않았다. 그 결과는 석호와 표적 함선의 방사성 오염이었다. 예상은 했지만, 훨씬 더 큰 문제를 야기했다.
베이커 폭발은 약 3 파운드 (1.4 kg)의 핵분열 생성물을 생성했다. 이 핵분열 생성물은 분무 기둥과 그 콜리플라워 머리로 올라갔다가 다시 석호로 쏟아진 2백만 톤의 분무와 해저 모래와 철저히 섞였다. 대부분은 석호에 남아 바닥으로 가라앉거나 석호의 내부 조류 및 바람에 의한 해류에 의해 바다로 운반되었다.
오염된 분무의 작은 부분은 바닥 서지로 다시 공중으로 뿜어져 나왔다. 깨끗한 공기 중의 기상 현상인 윌슨 구름과 달리, 바닥 서지는 모든 표적 함선을 가로질러 움직이며 표면을 핵분열 생성물로 코팅하는 방사성 안개의 짙은 안개 덩어리였다. 바닥 서지의 안개가 증발하자, 바닥 서지는 보이지 않게 되었지만 계속 멀리 이동하여 폭발 지점에서 몇 마일 떨어진 함선까지 오염시켰다.
무인 보트가 석호에 처음 진입한 선박이었다. 탑재된 장비는 원격 제어 방식으로 방사선 측정을 가능하게 했다. 지원선들이 평가, 오염 제거 및 인양 활동을 위해 석호에 진입할 때, 그들은 무인 보트가 감지한 석호 내 방사능 핫스팟을 피해서 항해했다. 인원에게 허용되는 방사선 노출 기준은 맨해튼 프로젝트에서 사용된 것과 동일한 하루 0.1 뢴트겐이었다. 이러한 제약 때문에 첫 날에는 가장 멀리 떨어진 5척의 표적선만 탑승할 수 있었다. 가까운 함선들은 해군 소방선이 해수와 난연제를 사용하여 물을 뿌려 세척했다. 첫 번째 물 뿌리기는 방사능을 절반으로 줄였지만, 그 이후의 물 뿌리기는 효과가 없었다. 대부분의 함선은 단수명 방사성 동위 원소가 붕괴될 때까지 재승선이 기다려야 했으며, 마지막 표적함에 탑승할 수 있을 때까지 10일이 걸렸다.
베이커 실험 후 처음 6일 동안 방사선 수치가 가장 높았을 때 4,900명의 인원이 표적함에 승선했다. 선원들은 솔, 물, 비누, 잿물로 방사능을 닦아내려고 노력했다. 샌드블래스팅으로 금속 표면을 드러내는 것 외에는 아무것도 효과가 없었다.
- 분무 기둥이 떨어지면서 폭포 바닥의 안개와 같은 방사성 "바닥 서지"가 표적 선박 쪽으로 이동한다. 전경의 선박(왼쪽)은 길이 725 피트 (221 m)의 일본 전함 나가토이다.
- 바닥 서지 오염을 씻어내려는 비효율적인 노력으로 소방선이 방사능 석호 물로 전함 뉴욕에 물을 뿌린다. 이 함선은 위 지도의 영역 밖에 있었다.
- 선원들이 솔, 물, 비누, 잿물로 독일 순양함 프린츠 오이겐을 문지르고 있다. 5개월 후에도 이 함선은 누수를 수리하기에는 너무 방사능이 높아서 침몰했다.

### 실험 동물

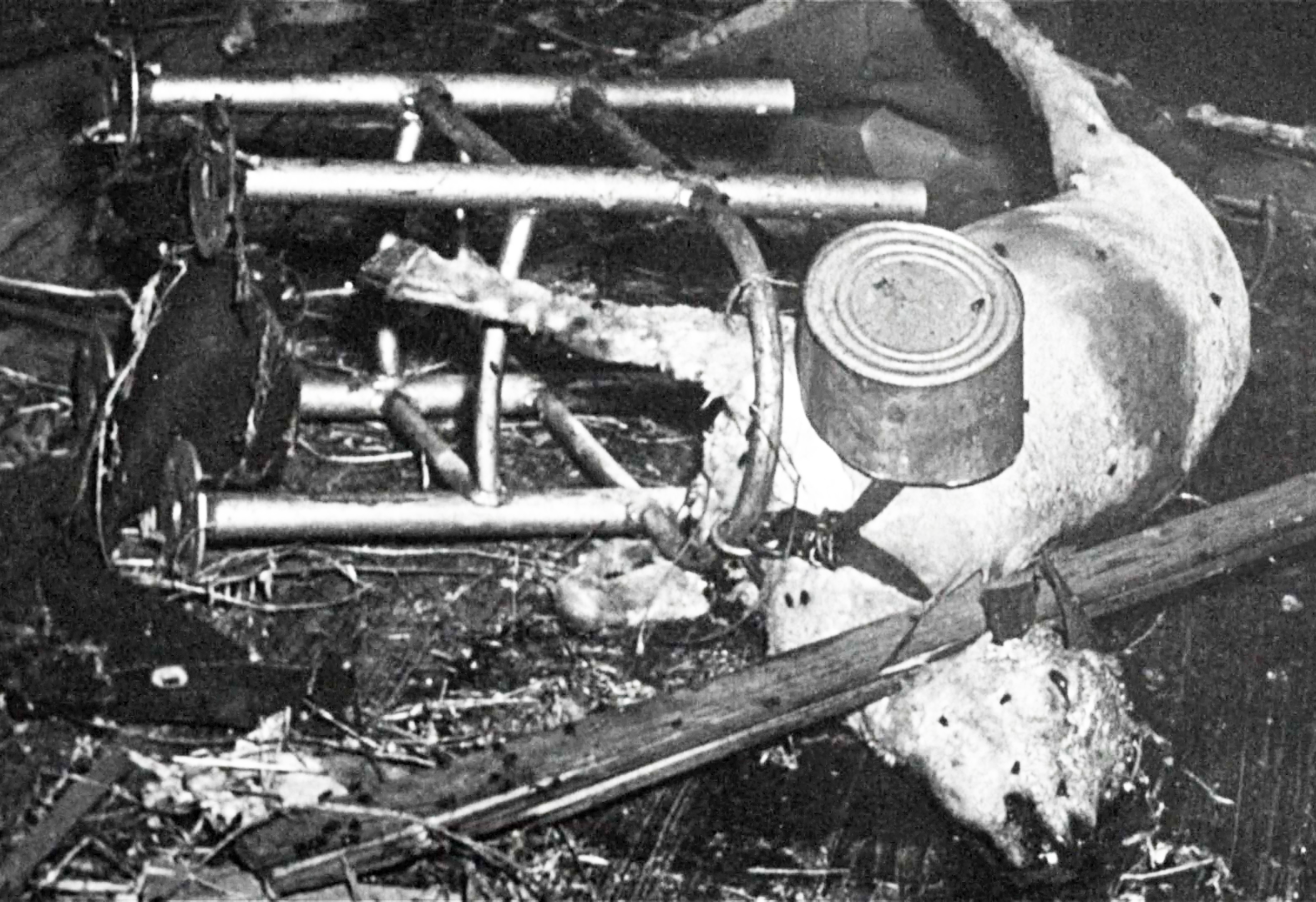
크로스로드 작전 중 동물 실험 후 결과

베이커 실험에서는 돼지, 염소, 쥐만 사용되었다. 모든 돼지와 대부분의 쥐가 죽었다. 선원들이 실험 동물이 있는 표적선에 탑승하기까지 며칠이 걸렸고, 그동안 핵분열 생성물에서 방출되는 감마선의 누적 선량이 동물에게 치명적이 되었다. 크로스로드 작전에 대한 대중의 관심이 주로 실험 동물의 운명에 집중되었기 때문에, 9월에 블랜디는 방사선으로 인한 사망은 고통스럽지 않다고 주장했다. "동물은 단순히 기력이 쇠하고 고통 없이 회복되거나 죽는다. 전반적으로 동물들의 고통은 미미했다." 이는 분명 사실이 아니었다. 로스앨러모스에서 두 번의 악마 핵 임계 사고로 해리 더그힐란과 루이스 슬로틴이 방사선 손상으로 사망하며 겪은 고통은 잘 문서화되어 있었지만 여전히 비밀이었고, 히로시마와 나가사키에서 널리 보고된 방사선 사망도 고통스럽지 않았다. 1908년 찰스 앨런 포터 박사는 학술 논문에서 "염증성 엑스선 병변의 고통은 다른 어떤 질병에서도 거의 비할 데가 없다"고 진술했다.

### 유도 방사능
베이커 폭발은 핵분열 사건의 약 두 배에 달하는 자유 중성자를 환경으로 방출했다. 플루토늄 핵분열 사건은 평균적으로 2.9개의 중성자를 생성하며, 대부분은 더 많은 핵분열을 생산하는 데 소비되고, 핵분열이 감소하고 남은 포획되지 않은 중성자는 탈출한다. 공중 폭발에서는 이러한 환경 중성자 대부분이 과열된 공기에 흡수되어 핵분열 생성물과 분열되지 않은 플루토늄과 함께 성층권으로 상승한다. 수중 베이커 폭발에서는 중성자가 석호의 해수에 포획되었다.
해수의 네 가지 주요 원소(수소, 산소, 나트륨, 염소) 중 핵에 단일 중성자가 추가되면 강하고 단기적인 방사능을 띠는 것은 나트륨뿐이다. 일반적인 나트륨-23은 방사성 나트륨-24가 되며, 15시간의 반감기를 갖는다. 6일 안에 그 강도는 천분의 일로 떨어지지만, 짧은 반감기의 결과는 높은 초기 강도이다. 해수에서 다른 동위원소들도 생성되었다. 수소-2에서 수소-3(반감기 12년), 산소-16에서 산소-17(안정), 염소-35에서 염소-36(반감기 약 30만 년) 등이 생성되었지만, 희소성 또는 낮은 단기 강도(긴 반감기)로 인해 나트륨-24에 비해 중요성이 떨어졌다.
1파운드 미만의 방사성 나트륨이 생산되었다. 만약 2 파운드 (0.91 kg)의 플루토늄-239 핵분열로 방출된 모든 중성자가 나트륨-23에 포획되었다면, 0.4 파운드 (0.18 kg)의 나트륨-24가 생성되었을 것이지만, 나트륨이 모든 중성자를 포획하지는 않았다. 핵분열 생성물은 무거워서 결국 석호 바닥으로 가라앉았지만, 나트륨은 용액 상태로 남아 있었다. 이는 석호에 진입한 지원함의 선체와 선상 염수 시스템, 그리고 오염 제거에 사용된 물을 오염시켰다.

### 미분열 플루토늄
핵분열을 거치지 않은 10.6 파운드 (4.8 kg)의 플루토늄과 3 파운드 (1.4 kg)의 핵분열 생성물이 흩어졌다. 플루토늄은 섭취하거나 흡입하지 않는 한 생물학적 위험이 없으며, 알파선은 피부를 침투할 수 없다. 일단 체내에 들어가면 방사능적으로나 화학적으로 상당히 독성이 강하며, 비소와 비슷한 수준의 중금속 중독을 일으킨다. 맨해튼 프로젝트의 "허용 선량"인 작업자당 1마이크로그램의 플루토늄을 기준으로 한 추정치에 따르면, 10.6파운드는 약 50억 회의 허용 선량에 해당한다.
플루토늄 알파선은 표적 함선에 탑승한 사람들이 사용한 필름 배지나 가이거 계수기로는 감지할 수 없었다. 알파 입자는 침투력이 매우 낮아 유리 감지 튜브에 들어갈 수 없기 때문이다. 핵분열 생성물 방사선이 감지되는 곳이라면 어디든 존재한다고 가정되었다. 오염 제거 계획은 표적 함선에서 핵분열 생성물을 문질러 제거하고, 그 과정에서 플루토늄도 씻겨 나갈 것이라고 가정하는 것이었다. 이 계획이 효과가 있는지 확인하기 위해 페인트, 녹, 기타 표적 함선 표면 물질 샘플을 지원함 헤이븐호의 실험실로 가져가 플루토늄이 있는지 조사했다. 실험 결과 계획이 효과가 없다는 것이 밝혀졌다. 이러한 플루토늄 감지 실험 결과와 석호에서 잡힌 물고기에 대한 실험 결과는 8월 10일 갑작스럽게 모든 오염 제거 작업을 중단하게 만들었으며, 이는 사실상 안전상의 이유로 크로스로드 작전을 중단시킨 것이다. 11월에 지원함 USS 록브리지에서 수행된 실험에서는 2 밀리그램 (0.031 gr)의 플루토늄이 존재함을 나타냈으며, 이는 2,000회 허용 선량에 해당했다.

## 베이커 정화 실패 및 프로그램 종료
8월 10일, 베이커 실험 16일 후의 프로그램 종료는 크로스로드 작전의 방사선 안전 책임자인 스태퍼드 워런 육군 대령과 특수 무기 담당 해군 작전 부사령관 윌리엄 H. P. 블랜디 미국부제독 간의 대치 결과였다. 워런의 지휘를 받던 방사선 안전 모니터는 나중에 그를 "해군 함대를 침몰시킨 유일한 육군 대령"이라고 묘사했다.
워런은 맨해튼 프로젝트의 의료 부문 책임자였고, 트리니티 실험의 방사선 안전 책임자였으며, 폭격 후 히로시마와 나가사키의 현장 조사 책임자이기도 했다. 크로스로드 작전에서 그의 임무는 정화 작업 중 선원들의 안전을 지키는 것이었다.

### 방사선 모니터링

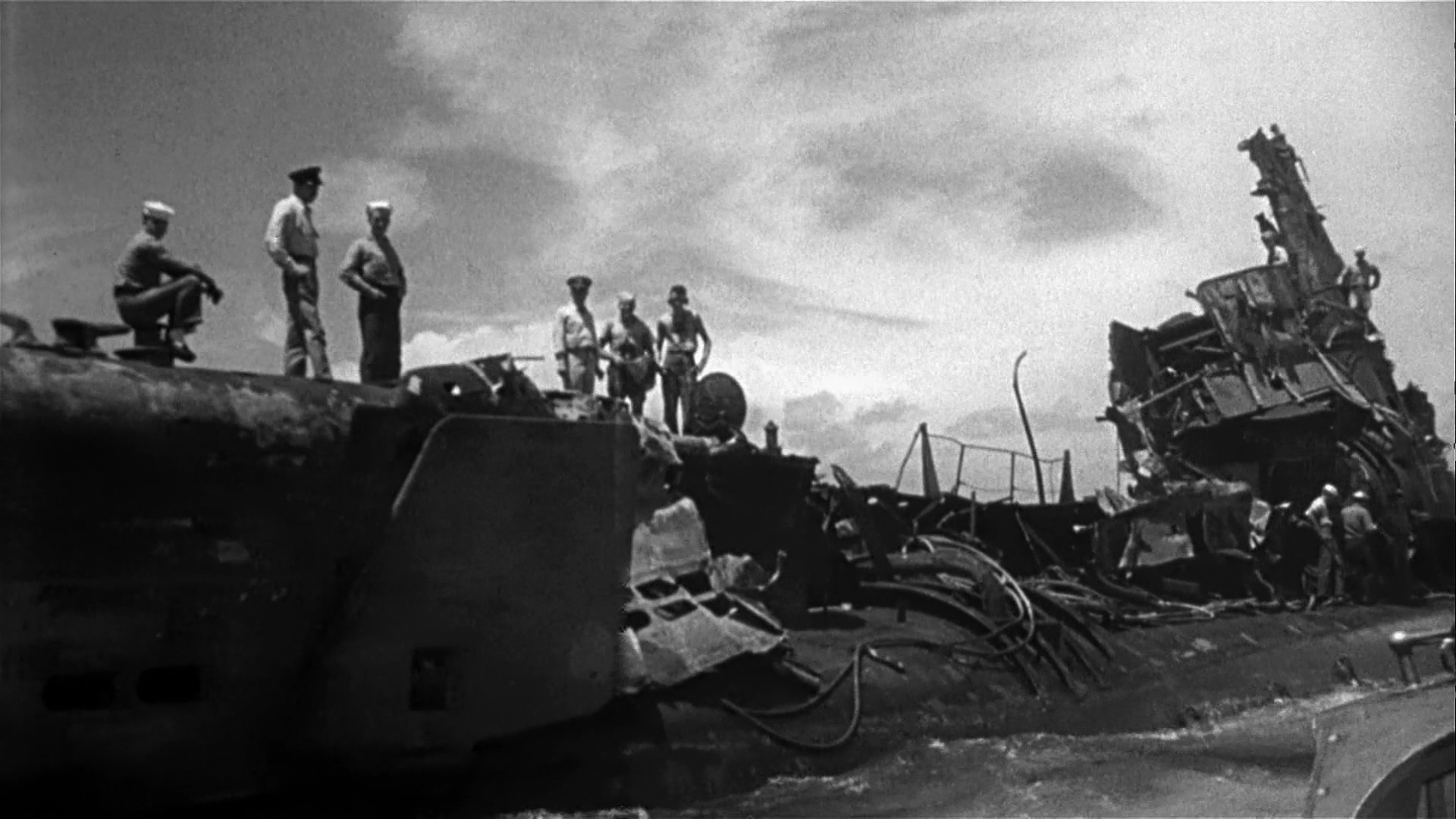
함선에 대한 광범위한 구조적 손상 및 정화 시도

작전 기간 동안 총 18,875개의 필름 배지 선량계가 인원에게 지급되었다. 약 6,596개의 선량계는 방사선 노출 가능성이 없는 인근 섬이나 지원함에 배치된 인원에게 지급되었다. 나머지는 방사선 오염 위험이 가장 크다고 여겨지는 모든 개인과 오염이 덜한 지역에서 일하는 각 그룹의 일정 비율에게 지급되었다. 하루 0.1 뢴트겐(R) 이상 노출을 나타내는 배지를 착용한 인원은 가능한 노출 지역 및 활동에서 하루 이상 제외되었다. 당시 전문가들은 이러한 방사선량이 장기간 동안 유해한 영향 없이 개인에게 허용될 수 있다고 믿었다. 최대 누적 선량인 3.72R은 방사선 안전 모니터가 받았다.

### 정화 문제
청소 작업은 두 가지 중요한 요인, 즉 예상치 못한 바닥 서지와 실행 가능한 청소 계획의 부재로 인해 방해를 받았다. 물기둥이 석호로 다시 떨어지면(실제로 그렇게 되었다), 떨어지는 물에 흠뻑 젖은 함선은 복구 불가능하게 오염될 수 있다는 것이 이해되었다. 아무도 표적 함대 전체에 그러한 일이 일어날 것이라고는 예상하지 못했다. 오염 제거 절차는 작동 여부를 확인하고 인력에 대한 잠재적 위험을 측정하기 위해 시험되지 않았다. 오염 제거 프로토콜이 없는 상황에서 함선은 호스, 대걸레, 솔, 물, 비누, 잿물을 사용하는 전통적인 갑판 청소 방식으로 청소되었다. 선원들은 보호복을 입지 않았다.

### 2차 오염

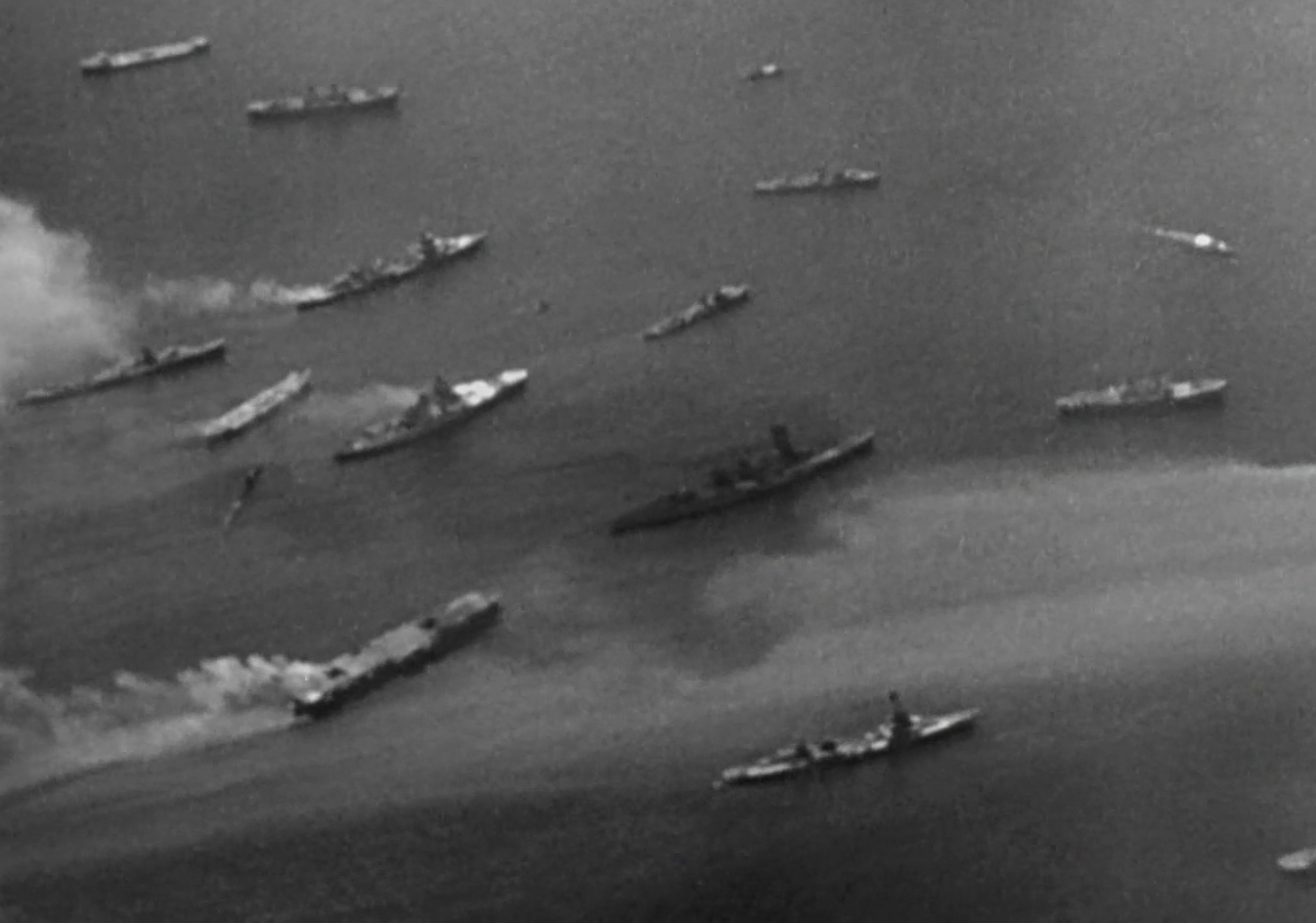
공중에서 본 크로스로드 작전 후, 손상된 선박에서 광범위한 화재가 계속되고 있다.

8월 3일, 워런 대령은 전체 작업이 무의미하고 위험하다는 결론을 내렸다. 보호되지 않은 선원들은 방사성 물질을 휘저어 피부, 옷, 그리고 아마도 폐까지 오염시켰다. 그들이 지원함의 생활 공간으로 돌아왔을 때, 그들은 샤워실, 세탁 시설, 그리고 그들이 만지는 모든 것을 오염시켰다. 워런은 전체 청소 작업의 즉각적인 중단을 요구했다. 그는 특히 현장에서 감지할 수 없는 플루토늄에 대해 우려했다.
워런은 또한 방사선 안전 절차가 올바르게 지켜지지 않고 있다고 언급했다. 소방선들은 물을 뿌리던 표적함에 너무 가까이 다가가 승무원들에게 방사성 분무를 흠뻑 뒤집어씌웠다. 한 소방선은 운용 불능 상태가 되었다. 필름 배지는 8월 6일에서 9일 사이에 67건의 과다 노출을 보여주었다. 사용 가능한 가이거 계수기 320개 중 절반 이상이 단락되어 사용할 수 없게 되었다. 폭발 지점에서 멀리 떨어진 곳에 계류되어 있던 두 표적함, USS 웨인라이트와 USS 카터렛의 승무원들은 다시 배에 탑승하여 과다 노출되었다. 그들은 즉시 미국으로 대피했다.
겉으로 보기에 손상되지 않은 전함 뉴욕호의 함장인 L. H. 비비 대위는 워런의 방사선 안전 감시관들이 가이거 계수기를 갑판에 너무 가까이 대고 있다고 비난했다. 그는 자신의 함선에 다시 탑승하여 고향으로 항해하고 싶어 했다. 표적함의 방사선 수치가 꾸준히 떨어지는 것은 정화 작업이 효과가 있다는 착각을 주었지만, 워런은 핵분열 생성물은 방사성 붕괴를 통해 감마선 위력을 일부 잃고 있지만, 함선은 여전히 오염되어 있다고 설명했다. 미세 입자를 섭취할 위험은 여전히 남아 있었다.

### 워런이 블랜디를 설득하다

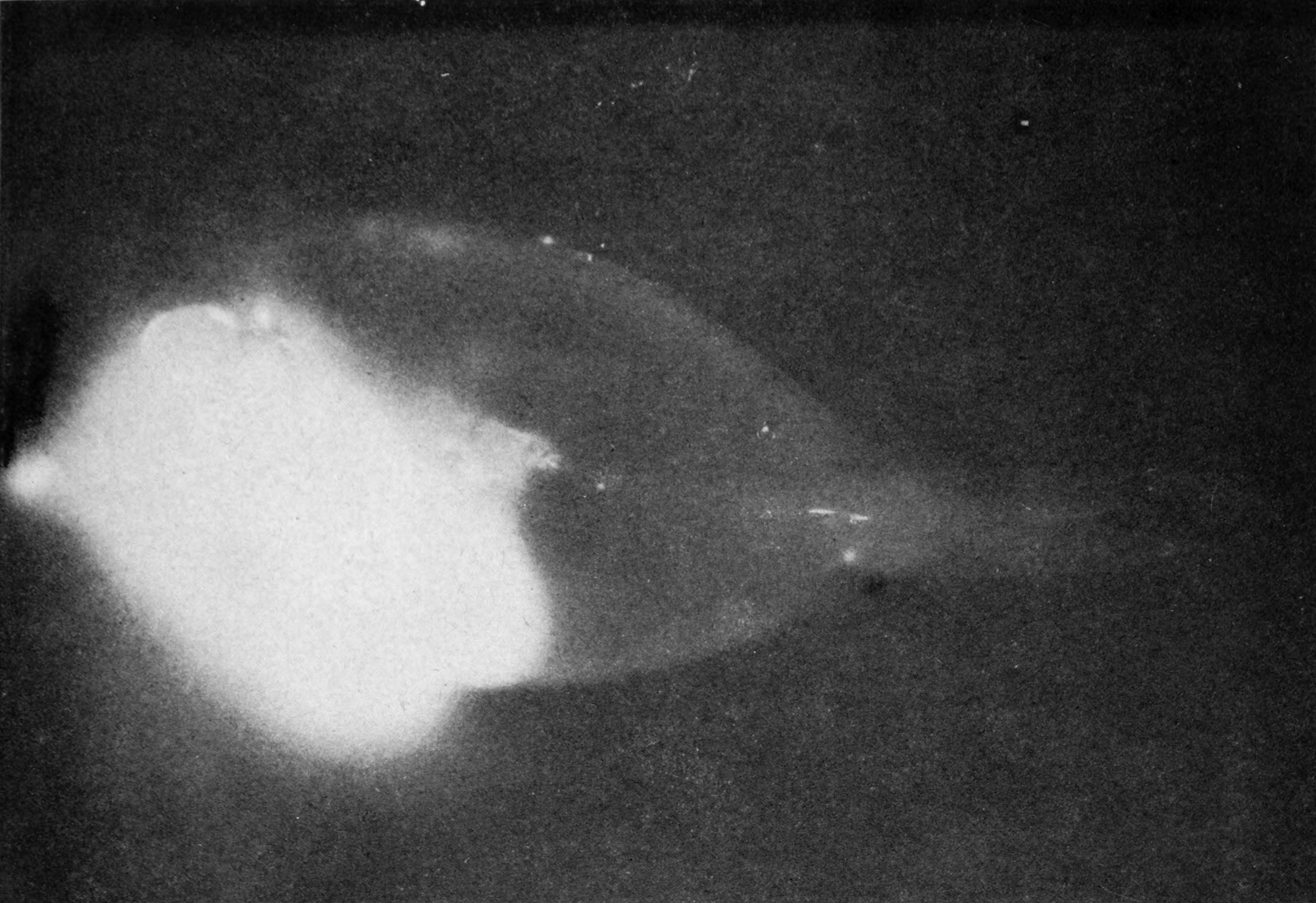
방사능 외과의 물고기가 자체 엑스레이를 만든다. 밝은 부분은 신선한 해조류 식사이다. 나머지 몸은 비늘까지 퍼질 만큼 충분한 플루토늄을 흡수하고 분포시켰다. 물고기는 살아 있었고 포획될 때 겉보기에 건강해 보였다.

블랜디는 워런에게 회의적인 1,400명의 장교와 선원들에게 그의 입장을 설명하라고 명령했다. 일부는 그가 설득력 있다고 생각했지만, 그가 블랜디를 설득한 것은 8월 9일이었다. 그 날 블랜디는 가이거 계수기가 플루토늄을 감지할 수 없다는 것을 처음으로 깨달았다. 블랜디는 1920년대에 미세량의 라듐을 섭취한 라듐 다이얼 페인터들의 건강 문제를 알고 있었고, 플루토늄이 비슷한 생물학적 영향을 미칠 것으로 추정되었다는 사실을 알고 있었다. 프린츠 오이겐호의 함장실에서 핵분열 생성물 없이 플루토늄이 발견되자, 블랜디는 플루토늄이 어디든 있을 수 있다는 것을 깨달았다.
다음 날인 8월 10일, 워런은 블랜디에게 물고기의 오토라디오그래프, 즉 물고기에서 나오는 방사선으로 만든 엑스레이 사진을 보여주었다. 물고기의 윤곽은 물고기 비늘에서 나오는 알파선으로 만들어졌는데, 이는 칼슘을 모방한 플루토늄이 물고기 전체에, 심지어 비늘까지 퍼져 있었다는 증거였다. 블랜디는 "그렇다면 모든 것을 중단한다"고 자신의 결정을 발표했다. 그는 모든 추가 오염 제거 작업을 중단하라고 명령했다. 워런은 집으로 편지를 써서 "물고기의 자체 엑스레이... 그것이 해냈다"고 썼다.
오염 제거 실패로 1947년 찰리 폭발을 위해 일부 표적함을 개조하고 나머지는 승리하여 귀항시키려는 계획은 무산되었다. 당면한 대중 관계 문제는 전체 표적 함대가 파괴되었다는 인식을 피하는 것이었다. 8월 6일, 이러한 전개를 예상하여 블랜디는 그의 참모들에게 베이커 폭발 후 30일 이상 침몰하거나 파괴된 함선은 "폭탄에 의해 침몰한 것으로 간주되지 않을 것"이라고 말했다. 그때쯤에는 크로스로드 작전에 대한 대중의 관심이 시들해졌고, 기자들은 집으로 돌아갔다. 오염 제거의 실패는 1년 후 최종 보고서가 나올 때까지 뉴스화되지 않았다.

## 찰리 실험

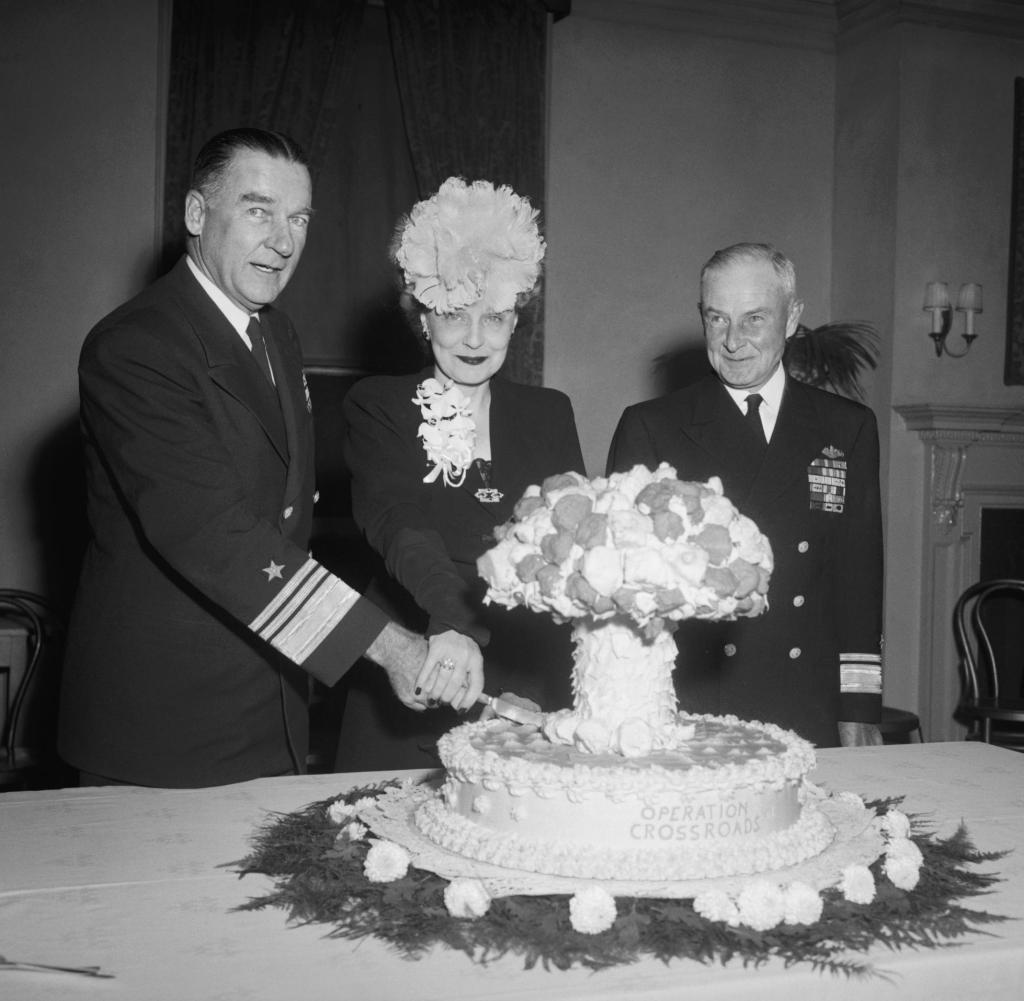
블랜디 제독과 그의 아내가 베이커 실험의 방사능 간헐천 모양의 크로스로드 작전 케이크를 자르고 있으며, 프랭크 J. 로리 소장이 1946년 11월 7일 지켜보고 있다.

실험 프로그램 관계자들은 원래 찰리 실험을 1947년 초로 설정했다. 그들은 핵무기가 비계류 선박에 대한 폭뢰로서 미치는 영향을 시험하기 위해 환초 바람받이 쪽 깊은 수면 아래에서 폭발시키기를 원했다. 베이커 실험 후 표적 선박의 오염 제거에 예상치 못한 지연이 발생하여 필요한 기술 지원 인력이 찰리 실험을 돕지 못하게 되었고, 찰리 실험에 사용할 수 있는 오염되지 않은 표적 선박도 없었다. 해군 무기 프로그램 관계자들은 미국 핵무기 전체가 소수의 핵무기만 보유하고 있다는 점을 고려할 때 실험이 덜 시급하다고 판단하여 실험을 취소했다. 찰리 실험을 취소한 공식적인 이유는 에이블 및 베이커 실험의 성공으로 인해 불필요하다고 판단했기 때문이었다. 찰리가 수행하기로 했던 심해 효과 실험은 9년 후 위그왐 작전으로 이행되었다.

## 여파
모든 선박은 물이 새어들어 항상 빌지 펌프를 작동시켜야 떠 있을 수 있다. 빌지 펌프를 작동시킬 수 없으면 표적선은 결국 가라앉을 것이다. 이러한 운명을 겪은 것은 프린츠 오이겐 한 척뿐이었는데, 이 배는 12월 22일 콰잘레인 석호에서 침몰했다. 나머지 배들은 의도적으로 침몰시키거나 해체할 때까지 떠 있었다. 8월 10일 비키니에서의 오염 제거 작업 중단 결정 후, 살아남은 표적 함대는 콰잘레인 환초로 예인되었고, 그곳에서 오염되지 않은 물에서 실탄과 연료를 하역할 수 있었다. 이 이동은 8월과 9월 남은 기간 동안 이루어졌다.
주요 함선 8척과 잠수함 2척은 방사능 검사를 위해 미국 본토와 하와이로 예인되었다. 12척의 표적함은 오염이 매우 경미하여 승무원들이 재탑승하여 미국으로 다시 항해했다. 결국 9척의 표적함만이 자침되는 대신 고철로 처분될 수 있었다. 나머지 표적함들은 1946년부터 1948년 사이에 비키니 또는 콰잘레인 환초 근해, 또는 하와이 제도나 캘리포니아 해안 근처에서 자침되었다. 인디펜던스의 잔해는 1951년까지 헌터스 포인트 조선소에 보관되어 오염 제거 방법을 시험했다.:6–24
지원함은 필요한 대로 오염 제거를 거쳐 함대로 복귀하기 전에 방사선 안전 허가를 받았다. 이는 주로 샌프란시스코 헌터스 포인트의 해군 조선소에서 많은 실험을 필요로 했다.:6–15 구축함 USS 래피는 "모든 수중 표면의 샌드블라스팅 및 도색, 그리고 염수 배관 및 증발기의 산 세척 및 부분 교체"를 필요로 했다.
1947년 중반에 크로스로드 작전 실험의 장기적인 영향을 연구하기 위한 조사가 실시되었다. 공식 보고서에 따르면, 오염 제거 노력은 "베이커 실험에서 발견된 유형의 방사능 오염을 표적 함선에서 성공적으로 제거할 수 없다는 것을 결정적으로 드러냈다"고 한다.
1947년 8월 11일, 라이프지는 이 보고서를 33장의 사진과 함께 14페이지 기사로 요약했다. 기사는 "만약 비키니의 모든 배에 승무원이 가득했다면, 베이커 데이 폭탄은 35,000명의 승무원을 죽였을 것이다. 만약 그러한 폭탄이 뉴욕 배터리 아래에 강한 남풍이 불 때 투하된다면, 2백만 명이 죽을 것이다"라고 진술했다.
오염 문제는 1948년 데이비드 브래들리 박사의 베스트셀러 서적 숨을 곳이 없다가 애틀랜틱 먼슬리에 연재되고, 리더스 다이제스트에 요약되어 이달의 책 클럽에 선정될 때까지 대중에게 널리 알려지지 않았다. 비키니의 "가이거맨"으로 알려진 방사선 안전 부서의 주요 구성원이었던 브래들리는 그의 서문에서 "실제 폭발에 대한 설명은 아무리 의도가 좋았다고 해도 환상과 미신으로 가득했으며, 실험 결과는 군사 보안 금고에 묻혀 있었다"고 주장했다. 그의 베이커 실험과 그 여파에 대한 설명은 핵무기로 인한 방사성 낙진 문제를 세계의 주목을 받게 했다.

### 인원 노출

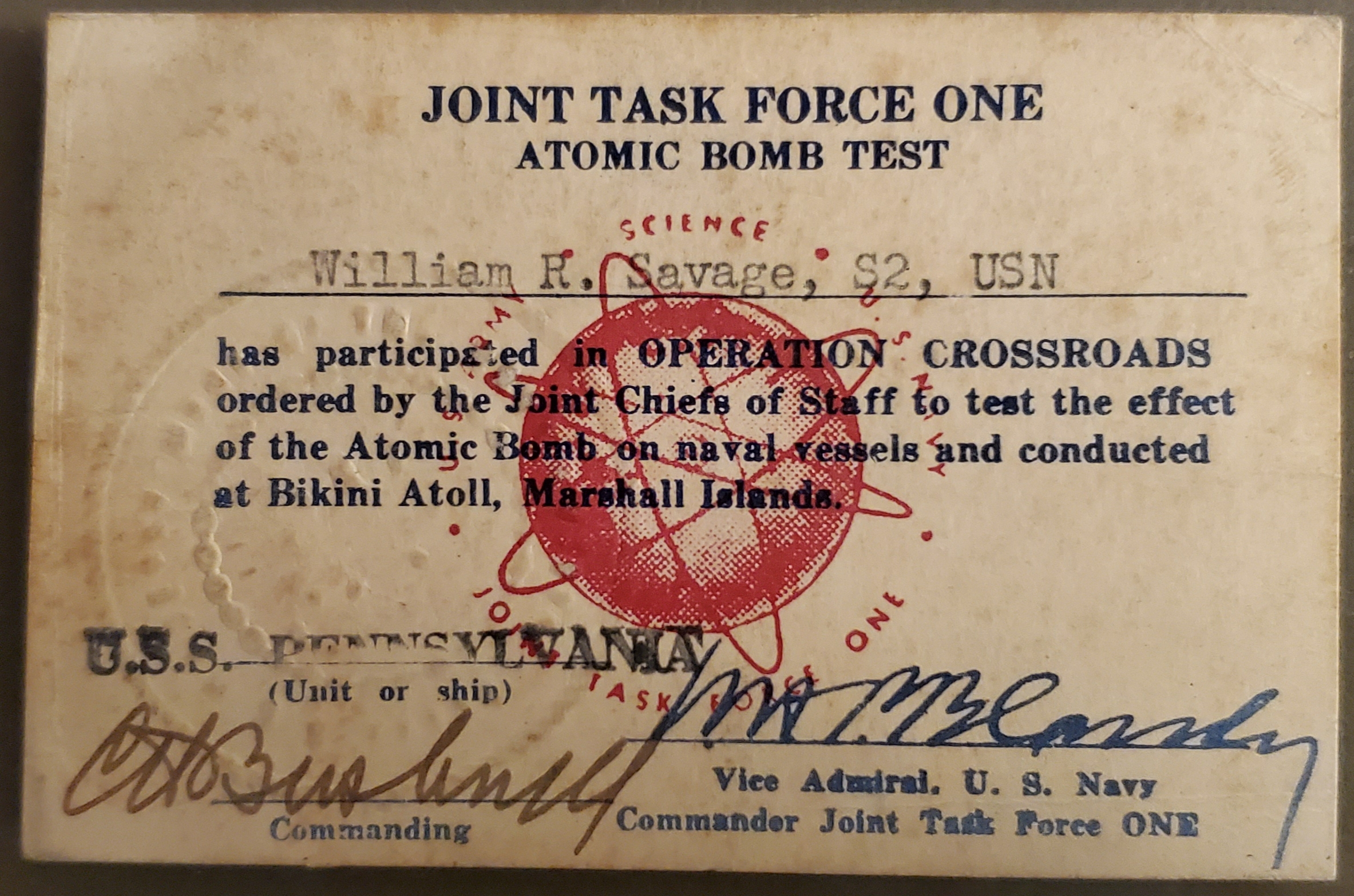
크로스로드 작전 신분증

모든 크로스로드 작전은 인원이 하루에 0.1 뢴트겐(R) 이상 노출되지 않도록 설계되었다. 당시에는 이 방사선량이 건강에 해로운 영향 없이 장기간 견딜 수 있는 양으로 간주되었다. 특별한 보호복이나 방사선 차폐가 없었으므로, 보호 계획은 누가, 어디서, 얼마나 오랫동안 작업하는지를 관리하는 데 의존했다.
방사능 "핫" 지역은 예측되었고, 때로는 원격 제어로 가이거 계수기로 확인되어 안전한지 확인했다. 측정된 감마 방사선 수준은 인원이 허용되는 일일 선량을 초과하지 않고 작업할 수 있는 시간을 결정했다. 즉각적인 감마 측정은 방사선 안전 전문가가 수행했지만, 하루가 끝날 때 판독할 수 있는 필름 배지 방사선량계는 가장 큰 방사선 위험에 처한 것으로 추정되는 모든 인원에게 지급되었다. 배지에서 하루 0.1R 이상 노출을 나타내는 사람은 가능한 노출 지역 및 활동에서 하루 이상 제외되었다. 기록된 최대 누적 노출량은 방사선 안전 전문가가 받은 3.72R이었다.
오염이 덜한 지역에서 일하는 각 그룹의 일정 비율에게 배지가 지급되었다. 결국, 총 작업 인원의 약 15%에 해당하는 18,875개의 필름 배지 선량계가 지급되었다. 이러한 샘플링을 기반으로, 개인 배지를 가지지 않은 각 사람에 대한 이론적인 총 노출량이 계산되었다. 예상대로, 베이커 실험 후 표적함에 탑승한 승무원들의 노출량은 지원함 승무원들의 노출량보다 높았다. 베이커 실험 후 석호에 진입한 지원함의 선체는 너무 방사능에 오염되어 침실이 각 함선의 중앙으로 옮겨졌다. 각 폭발로 흩어진 방사성 입자의 전체 질량 중 85%는 미분열 플루토늄이었으며, 이는 필름 배지나 가이거 계수기로는 감지되지 않는 알파선을 방출한다. 플루토늄을 적시에 감지할 방법이 없었으며, 참가자들은 플루토늄 섭취에 대해 모니터링되지 않았다.
인원 수가 가장 많았던 7월과 8월의 필름 배지 판독값(뢴트겐 단위) 요약은 다음과 같다.
| 판독값 | 총계         | 0           | 0.001–0.1   | 0.101–1.0 | 1.001–10.0 |
| ------ | ------------ | ----------- | ----------- | --------- | ---------- |
| 7월    | 3,767 (100%) | 2,843 (75%) | 689 (18%)   | 232 (6%)  | 3 (<0.1%)  |
| 8월    | 6,664 (100%) | 3,947 (59%) | 2,139 (32%) | 570 (9%)  | 8 (0.1%)   |

오염된 선박 정화 작업에 참여했던 군인들은 알려지지 않은 양의 방사선에 노출되었다. 1996년, 크로스로드 작전 참전 용사에 대한 정부 후원 사망률 연구는 1992년, 즉 실험 후 46년이 지난 시점에서 참전 용사들이 비참전 대조군보다 4.6% 더 높은 사망률을 보였다는 것을 보여주었다. 유사한 대조군보다 크로스로드 작전 참전 용사들 사이에서 200명이 더 많이 사망했으며(12,520명 대 12,320명), 이는 크로스로드 작전 참전 용사들의 수명이 약 3개월 단축되었음을 의미한다. 방사선에 노출된 참전 용사들은 1978년에 비영리 단체인 국립 원자력 참전 용사회(National Association of Atomic Veterans)를 결성하여 자신들의 노출로 인해 발생했다고 믿는 질병에 대한 참전 용사 혜택을 로비했다.
1988년에 통과된 법안은 핵실험으로 인한 특정 형태의 암과 방사선 노출 사이의 인과 관계를 참전 용사들이 증명해야 할 필요성을 없앴다. 이러한 사망률 증가의 주요 예상 원인인 백혈병 및 기타 암의 발생률은 정상보다 유의미하게 높지 않았다. 이러한 질병으로 인한 사망은 방사선 노출이 수명 단축 효과를 가져온다면 그곳에 나타날 가능성이 높다는 가정 하에 집계되었지만, 그렇지 않았다. 다른 사망 원인에 대한 충분한 데이터가 수집되지 않아 이러한 모든 원인 사망률 증가의 원인을 파악할 수 없었고, 이는 미스터리로 남아 있다. 사망률 증가는 실험 후 표적함에 탑승한 사람들(5.7%)이 그렇지 않은 사람들(4.3%)보다 더 높았다.

### 비키니 환초

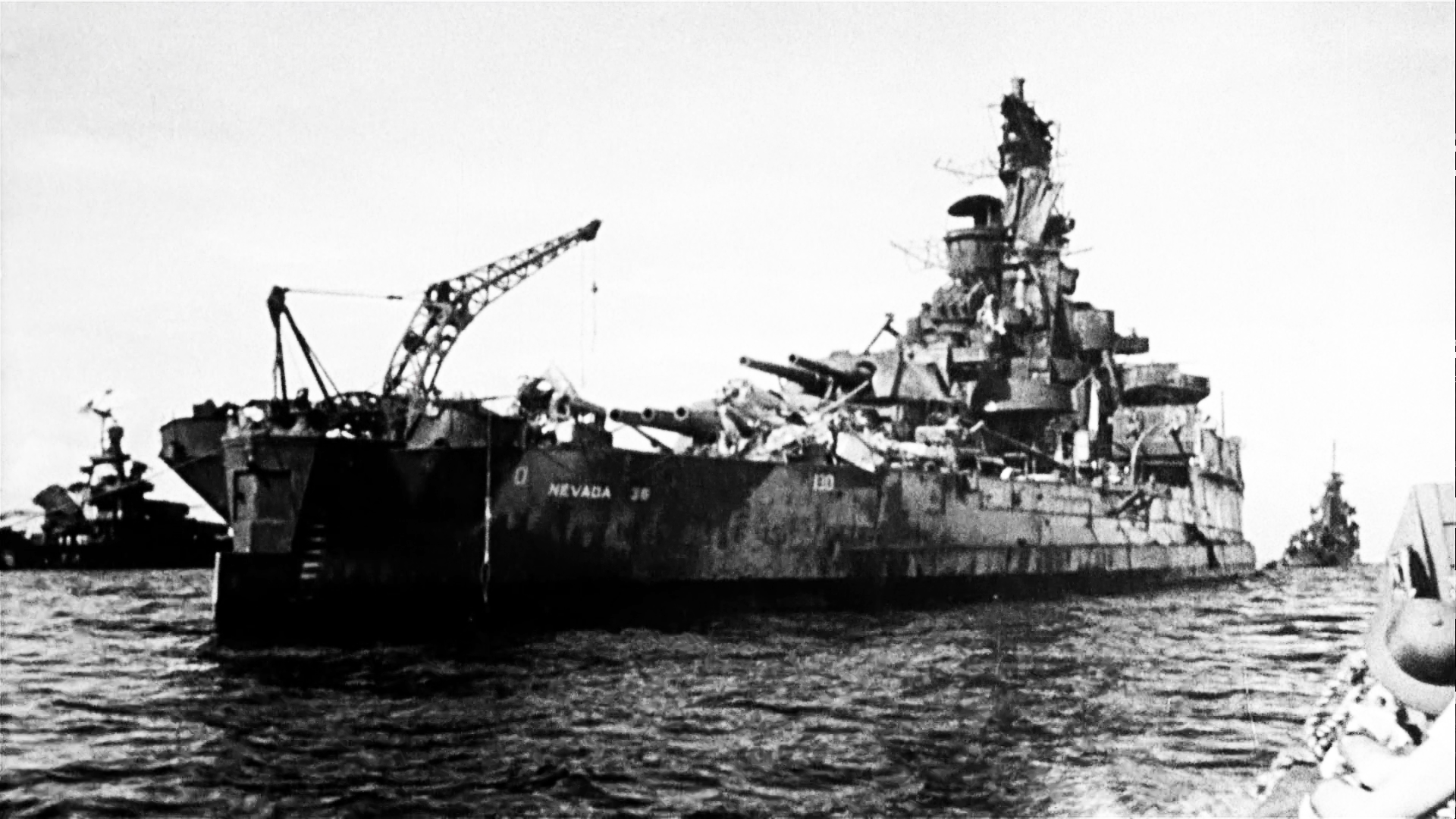
광범위한 손상을 입은 USS 네바다호, 크로스로드 작전 후

크로스로드 실험 이전에 롱게리크 환초로 이주한 167명의 비키니 주민들은 새로운 환경에서 자신들을 먹일 충분한 음식이나 물고기, 조개류를 잡을 수 없었다. 해군은 몇 주 동안 음식과 물을 남겨두었지만 제때 돌아오지 않았다. 1947년 1월까지 롱게리크를 방문한 사람들은 섬 주민들이 영양실조로 고통받고 있으며, 7월까지 잠재적인 굶주림에 직면하고 1948년 1월까지는 말라리아에 걸렸다고 보고했다. 1948년 3월 그들은 콰잘레인으로 대피한 후 11월에 다른 무인도인 킬리에 정착했다. 면적이 킬리 섬은 비키니 섬의 육지 면적의 6분의 1에 불과했으며, 더 중요하게도 석호와 보호된 항구가 없었다. 석호 어업이라는 자신들의 고유 문화를 행할 수 없게 되자 그들은 식량 수송에 의존하게 되었다. 오늘날 그들의 4,000명의 후손들은 여러 섬과 해외 국가에 살고 있다.
비키니로 돌아가려는 그들의 소망은 1954년 미국이 비키니에서 핵실험을 재개하기로 결정하면서 무기한 좌절되었다. 1954년, 1956년, 1958년 동안 비키니에서는 21개의 핵폭탄이 추가로 폭발했으며, 총 75 TNT 메가톤 (310 PJ)의 위력을 보였다. 이는 3,000개 이상의 베이커 폭탄에 해당한다. 이 중 공중 폭발은 3.8메가톤급 레드윙 체로키 실험 단 하나뿐이었다. 공중 폭발은 넓은 지역에 낙진을 분산시키지만, 지표면 폭발은 강렬한 국지적 낙진을 생성한다. 크로스로드 이후 첫 번째는 가장 더러웠는데, 1954년 3월 1일 캐슬 작전의 15메가톤급 브라보 폭발로, 이는 미국 역사상 가장 큰 핵실험이었다. 브라보 폭발로 인한 낙진은 롱겔라프 환초에 살고 있던 비키니 섬 주민들에게 방사선 손상을 입혔다.
1972년부터 1978년까지 비키니에 재정착하려는 짧은 시도는 식량 공급의 방사능으로 인한 건강 문제로 인해 환초가 다시 대피하면서 중단되었다. 난파선에 다이빙하기 위해 비키니를 방문하는 스포츠 다이버는 수입 식품을 먹어야 한다. 지역 정부는 2008년 비키니 석호에서 항공편 이용 스포츠 다이빙 운영을 중단하기로 결정했으며, 2009년 다이빙 시즌은 연료 비용, 섬으로 가는 항공 서비스의 불안정성, 그리고 운영을 보조하던 비키니 섬 주민들의 신탁 기금 감소로 인해 취소되었다. 2010년 10월 성공적인 시험 후, 지역 정부는 2011년부터 비키니 환초의 핵 유령 함대에 대한 다이빙 탐험의 독점 제공업체에 라이센스를 부여했다. 항공모함 새러토가는 고가 스포츠 다이빙 산업의 주요 명소이다.

## 유산
베이커 실험의 오염 제거 문제에 따라, 미국 해군은 새로 건조되는 함선에 소방 시스템의 염수 분무로 함선 외부 표면을 덮는 파이프와 노즐로 구성된 대항 세척 시스템을 장착했다. 이 흐르는 물의 막은 이론적으로 오염 물질이 균열과 틈새에 침착되는 것을 방지할 것이다.

## 대중문화에서
반나체의 섬 주민들과 모든 것을 원시 상태로 되돌릴 수 있는 핵무기의 병치는 일부에게 영감을 주는 모티브를 제공했다. 크로스로드 작전 기간 동안 파리의 수영복 디자이너 루이 레아르는 그의 미니멀리스트 수영복 디자인에 비키니라는 이름을 채택했는데, 이는 당시 혁신적으로 착용자의 배꼽을 노출시켰다. 그는 "폭탄처럼 비키니는 작고 파괴적이다"라고 설명했다. 패션 작가 다이애나 브릴랜드는 비키니를 "패션의 원자폭탄"이라고 묘사했다. 투피스 수영복은 고대부터 사용되어 왔지만, 현대의 모든 비키니 형태에 "비키니"라는 이름이 붙은 것은 레아르 덕분이다.
미술가 브루스 코너는 1976년 비디오 작품 크로스로드를 제작했는데, 이는 공식 필름들을 조립하고 패트릭 글리슨이 무그 신시사이저로 만든 오디오 콜라주와 테리 라일리가 전자 오르간으로 연주한 드론 구성으로 이루어져 있다. 뉴욕 리뷰 오브 북스의 한 평론가는 이 비디오를 보는 경험을 "핵 숭고"라고 불렀다.
영화와 TV 프로그램에서는 베이커 실험 폭발의 기록 영상을 허구적으로 사용했다. 애니메이션 코미디 시리즈 네모바지 스폰지밥에서는 시즌 2 에피소드 "파이를 위해 죽다", 시즌 5 에피소드 "크러스티 접시", 시즌 8 에피소드 "얼어붙은 대결"에서 세 번 사용된다. 영화 사례로는 1998년 트라이스타 픽처스의 고질라에서 영화의 오프닝에 베이커 실험 영상을 사용하여 타이틀 괴물 탄생의 원인이 된 원자폭탄을 묘사한다. 고지라-1.0에서는 크로스로드 작전이 고질라의 돌연변이의 원인이 되었으며, 영화의 소설화에서는 베이커가 특정 폭발의 원인이었다고 자세히 설명한다. 베이커 실험 폭발의 기록 영상은 스탠리 큐브릭 감독의 영화 닥터 스트레인지러브에서도 사용된다. 이 영상은 베라 린이 "우리는 다시 만날 거야"를 부르는 영화의 엔딩 몽타주 동안 재생된다.

## 같이 보기
- 워데제바토 – 이 실험 동안 탐사 및 지도화된 인근 해저 산

## 내용주
1. ↑  Weisgall 1994, ix쪽.
2. ↑  Strauss 1962, 208–209쪽.
3. ↑  Weisgall 1994, 19–22쪽.
4. ↑  Weisgall 1994, 14–15쪽.
5. ↑  Shurcliff 1947, 10쪽.
6. 1 2  Weisgall 1994, 16쪽.
7. ↑  Peterson 1946, quoted in Weisgall 1994, 17쪽.
8. ↑  Christman 1998, 3–5쪽.
9. ↑  Christman 1998, 210–211쪽.
10. ↑  Weisgall 1994, 30–31쪽.
11. ↑  Shurcliff 1946, 28–29쪽.
12. ↑  Weisgall 1994, 126쪽.
13. ↑  Weisgall 1994, 67쪽.
14. ↑  Weisgall 1994, 68–69쪽.
15. ↑  Newson 1945, 4쪽, quoted in Weisgall 1994, 216쪽.
16. 1 2  Bulletin Editors 1946, 1쪽.
17. ↑  Delgado 1991, Ch 2.
18. ↑  Bird, Kai; Sherwin, Martin J. (2005). 《아메리칸 프로메테우스: J. 로버트 오펜하이머의 승리와 비극》. New York: Alfred A. Knopf. 349–350쪽. ISBN 978-0-375-41202-8. OCLC 56753298.
19. ↑  Szilard 1978, 184쪽.
20. ↑  Weisgall 1994, 90쪽.
21. ↑  Weisgall 1994, 94쪽. Despite the postponement, only 13 members of Congress witnessed the Able test, and 7 witnessed the Baker test. Shurcliff 1947, 185쪽.
22. ↑  Weisgall 1994, 79쪽.
23. ↑  Letter, Brig. Gen. T. J. Betts, USA, to Peter Brambir, March 21, 1946, filed in Protest Answers, National Archives Record Group 374. Cited in Delgado 1991, Ch 2.
24. ↑  Shurcliff 1946, 16–17쪽.
25. 1 2 3 4 5 6  Daly 1986. The bomb yields are often reported as 21 kilotons, but the figure of 23 kilotons is used consistently throughout this article per Weisgall 1994, 186쪽.
26. ↑  Weisgall 1994, 117쪽.
27. ↑  Parsons, Rear Admiral. "Subject: site for atomic bomb experiments, May 12, 1948." Appendix to U.S. Commanding Lieutenant General J. E. Hull's memorandum to the U.S. Army Chief of Staff, "Subject: location of proving ground for atomic weapons." Quoted in: Radioactive Heaven and Earth: The health and environmental effects of nuclear weapons testing in, on, and above the earth: A report of the IPPNW International Commission to Investigate the Health and Environmental Effects of Nuclear Weapons Production and the Institute for Energy and Environmental Research (1991) p. 70 ISBN 0-945257-34-1. Accessed February 23, 2019
28. ↑  Bikini failed to meet one of the stipulated weather criteria: "predictable winds directionally uniform from sea level to 60,000 피트 (18 km)." Daly 1986, 68쪽.
29. ↑  Weisgall 1994, 31–33쪽.
30. ↑  Weisgall 1994, 105, 106쪽.
31. ↑  Weisgall 1994, 107쪽.
32. ↑  Weisgall 1994, 113쪽.
33. 1 2 3    - Niedenthal, Jack (2013), 《A Short History of the People of Bikini Atoll》, 2013년 5월 4일에 확인함.
34. 1 2  “Bikini Atoll Diving Charter”. Indies Trader Marine Adventures. 2013년 4월 14일에 확인함.
35. ↑  Shurcliff 1946, 22–27쪽.
36. 1 2  Shurcliff 1946, 119쪽.
37. ↑  Weisgall 1994, 124쪽.
38. 1 2 3 4 5 6  Navy History and Heritage Command 2002
39. ↑  Shurcliff 1947, 106쪽.
40. ↑  Shurcliff 1947, 33쪽.
41. 1 2 3  Waters 1986, 72–74쪽.
42. ↑  Shurcliff 1947, 32쪽.
43. ↑  Shurcliff 1946, 111쪽.
44. ↑  Shurcliff 1946, 9쪽.
45. ↑  Network, News Corp Australia (2016년 7월 26일). “New footage reveals Bikini Atoll atomic bomb test aftermath”. 《New Zealand Herald》 (영어). ISSN 1170-0777. 2016년 7월 26일에 확인함.
46. ↑  “NatlSecurityArchive on Twitter”. 2016년 7월 26일에 확인함.
47. ↑  “Video6”. 《YouTube》. 2016년 7월 24일에 원본 문서에서 보존된 문서. 2019년 3월 13일에 확인함.
48. ↑  Bradley 1948, 40, 91쪽.
49. ↑  Shurcliff 1947, 109, 155쪽.
50. ↑  Weisgall 1994, 286쪽.
51. ↑  “Atomic Goddess Revisited: Rita Hayworth's Bomb Image Found”. CONELRAD Adjacent (blog). 2013년 8월 13일. 2015년 3월 11일에 확인함.
52. ↑  Weisgall 1994, 263–265쪽.
53. 1 2  United States Nuclear Tests: July 1945 through September 1992 (DOENV-209 REV15) (PDF) (보고서). Las Vegas, NV: Department of Energy, Nevada Operations Office. 2000년 12월 1일. 2006년 10월 12일에 원본 문서 (PDF)에서 보존된 문서. 2013년 12월 18일에 확인함.
54. 1 2  Yang, Xiaoping; North, Robert; Romney, Carl (August 2000). CMR Nuclear Explosion Database (Revision 3) (보고서). SMDC Monitoring Research.
55. ↑  Norris, Robert Standish; Cochran, Thomas B. (1994년 2월 1일). 《United States nuclear tests, July 1945 to 31 December 1992 (NWD 94-1)》 (PDF). 《Nuclear Weapons Databook Working Paper》 (Washington, DC: Natural Resources Defense Council). 2013년 10월 29일에 원본 문서 (PDF)에서 보존된 문서. 2013년 10월 26일에 확인함.
56. ↑  Operation Crossroads, 1946 (DNA-6032F) (PDF) (보고서). Defense Nuclear Agency. 1984년 5월 1일. 2014년 2월 1일에 원본 문서 (PDF)에서 보존된 문서. 2014년 1월 6일에 확인함.
57. 1 2 3  Sublette, Carey. “Nuclear Weapons Archive”. 2014년 1월 6일에 확인함.
58. ↑  “18.11.3 - B-29 44-27354, 58th Wing, 509th Composite Group aircraft that dropped the atomic bomb in Test Able of Operation Crossroads. Task Group 1.5 was the Army Air Force group of the task force and consisted of approximately 2,200 people. They were largely from SAC and were placed under the command of Brigadier General Roger M. Ramey, Commanding General of the 58th Bomb Wing. General Ramey's group was responsible for delivering the first Crossroads atomic bomb and provided the aircraft to photograph the explosion and collect scientific data.On July 1, 1946 Dave's Dream, a B-29 piloted by Major Woodrow P. Swancutt, assigned to the 509th Group temporarily stationed at Kwajalein, dropped an atomic bomb on 73 ships lying off of Bikini Island. Five ships were sunk and nine were badly damaged. Task Group 1.5 participated in the second phase of Operation Crossroads, the underwater explosion on July 25, 1946 by providing numerous aircraft for photographic, data collection, and support functions. Pilot Major Woodrow Swancutt is on the right1st Lt. Robert M. Glenn - Flight EngineerT/Sgt. Jack Cothran - Radio OperatorCpl. Herbert Lyons - Left ScannerCpl. Roland M. Medlin - Right ScannerCapt. William C. Harrison, Jr. - Co-PilotMajor Woodrow P. Swancutt - PilotMajor Harold H. Wood - BombardierCapt. Paul Chenchar, Jr. - Radar Operator | National Museum of Nuclear Science & History”. 《nuclearmuseum.pastperfectonline.com》. 2025년 4월 9일에 확인함.
59. ↑  Campbell 2005, 18, 186–189쪽.
60. ↑  Shurcliff 1946, 130–135쪽.
61. ↑  Delgado 1991, 26쪽.
62. ↑  New York Times, July 1, 1946, p. 1.
63. ↑  New York Times, July 2, 1946, p. 3.
64. ↑  Delgado 1991, 86쪽.
65. ↑  Shurcliff 1946, 114쪽.
66. ↑  Weisgall 1994, 201–202쪽.
67. ↑  Weisgall 1994, 188쪽.
68. ↑  Shurcliff 1946, 134–135쪽.
69. ↑  Data in the table and the map come from Delgado 1991. The Able map is on p. 16, the Baker map on p. 17, and ship damage and distances on pp. 86–87. The full text of this reference is posted on the Internet (see link in Sources, below).
70. ↑  Weisgall 1994, 189쪽.
71. ↑  Shurcliff 1946, 165쪽.
72. ↑  Shurcliff 1946, 165, 166, 168쪽.
73. ↑  Shurcliff 1946, 197쪽.
74. ↑  Weisgall 1994, 190쪽.
75. ↑  Hansen 1995, 154, Vol 8, Table A-1쪽. and Glasstone & Dolan 1977, 409, 622쪽.
76. 1 2  Fletcher 1977.
77. ↑  Shurcliff 1946, 143쪽.
78. ↑  Weisgall 1994, 193쪽.
79. ↑  Bradley 1948, 70쪽.
80. ↑  Weisgall 1994, 218–221쪽.
81. ↑  Shurcliff 1946, 108쪽.
82. ↑  Shurcliff 1947, 140쪽.
83. ↑  “Animals as Cold Warriors”. Online Exhibit at the National Library of Medicine. 2013년 5월 4일에 확인함.
84. ↑  "Myth of Pig 311 Finally Cleared," Lewiston Daily Sun, July 22, 1946.
85. ↑  Life Editors 1947, 77쪽. These two goats, on the attack transport Niagara, may have been far enough away to survive. Delgado 1991, 22쪽.
86. ↑  Shurcliff 1947, 140–144쪽.
87. ↑  Life Editors 1947, 76쪽.
88. ↑  Glasstone & Dolan 1977, 580쪽.
89. ↑  Shurcliff 1947, 164–166쪽.
90. ↑  Shurcliff 1947, 275쪽.
91. ↑  The upending was reported by Operation Crossroads participants and depicted in two contemporary drawings (see Battleship Arkansas Being Tossed in Giant Pillar), but two authors have suggested that what looks like the silhouette of a vertical battleship hull is actually a gap in the water column, an upside-down rain shadow, caused by the unseen, still-horizontal hull of Arkansas as it blocks the rise of water in the column. This explanation was described as a possibility in Shurcliff 1947, 155, 156쪽. Delgado stated it as a certainty in Delgado 1991, 55, 88쪽, and again in Delgado 1996, 75쪽.
92. ↑  The fate of 13 small landing craft is unknown; they may have been sold for scrap, rather than scuttled. Delgado 1991, 33쪽.
93. ↑  Shurcliff, William A. (1946년 11월 18일). “Technical Report of Operation Crossroads” (PDF). 《Defense Technical Information Center》. Joint Task Force One. 280–281쪽. 2024년 7월 25일에 확인함.
94. ↑  Delgado 1991, 60–64쪽. In 1978, her port propeller was salvaged and is preserved at the German Naval Memorial at Laboe.
95. ↑  Delgado 1996, 83쪽.
96. ↑  “USS Skipjack (SS-184)”. United States Navy. 2013년 6월 14일에 원본 문서에서 보존된 문서. 2013년 4월 14일에 확인함.
97. ↑  Delgado 1996, 87쪽.
98. 1 2  Weisgall 1994, 229쪽.
99. ↑  “Dentuda (SS-335)”. Naval History and Heritage Command. 2016년 4월 21일. 2024년 7월 23일에 확인함.
100. ↑  Gaasterland, C.L. (1947). “OPERATION CROSSROADS. U.S.S. DENTUDA (SS335). TEST BAKER” (PDF). JOINT TASK FORCE ONE WASHINGTON DC. 10쪽. 2024년 7월 23일에 확인함.
101. ↑  Shurcliff 1947, 151쪽.
102. ↑  Glasstone & Dolan 1977, 244쪽.
103. ↑  Glasstone & Dolan 1977, 48쪽.
104. ↑  Glasstone & Dolan 1977, 49쪽.
105. ↑  Glasstone & Dolan 1977, 251쪽.
106. ↑  Glasstone & Dolan 1977, 49, 50쪽.
107. ↑  Shurcliff 1947, 156쪽.
108. ↑  Glasstone & Dolan 1977, 50쪽.
109. 1 2  Shurcliff 1947, 150–156쪽.
110. 1 2  Weisgall 1994, 225쪽.
111. ↑  Two video frames taken from the 1988 Robert Stone documentary film 라디오 비키니, at times 42:44 and 42:45. Eyewitness reports at Weisgall 1994, 162–163쪽. On August 2, 1946, the Preliminary Statement of the Joint Chiefs of Staff Evaluation Board said, "From some of the photographs, it appears that this column lifted the 26,000-ton battleship Arkansas for a brief interval before the vessel plunged to the bottom of the lagoon. Confirmation of this must await the analysis of high-speed photographs which are not yet available". Shurcliff 1947, 196쪽. The video frames shown here were first made public in 1988 when Robert Stone got permission to use them in his documentary film. They are viewable on the Internet at sonicbomb.com, 39 seconds into the video, “Baker”. 2008년 11월 3일에 확인함.
112. 1 2  “National Park Service: The Archeology of the Atomic Bomb (Chapter 4)”. 《www.nps.gov》. 2019년 9월 26일에 확인함.
113. 1 2  Glasstone & Dolan 1977, 52쪽.
114. ↑  Shurcliff 1947, plate 29.
115. ↑  Brown, Peter J. (1986). 《Blue-out and Nuclear Sea States》. 《Proceedings》 112 (미국 해군 연구소). 104&105쪽.
116. ↑  Shurcliff 1946, 151쪽.
117. ↑  Delgado 1996, 119, 120쪽.
118. ↑  Delgado 1991, 95쪽.
119. ↑  Delgado 1996, 117쪽.
120. ↑  Delgado 1991, 101쪽.
121. ↑  Shurcliff 1946, 213쪽.
122. ↑  Davis 1994.
123. ↑  Shurcliff 1946, 154–157쪽.
124. ↑  Weisgall 1994, 261쪽.
125. ↑  “USS Independence (CVL-22)”. United States Navy. 2000년 9월 25일에 원본 문서에서 보존된 문서. 2013년 4월 14일에 확인함.
126. ↑  Memorandum, Col. A. W. Betts, USACOE, to Brig. Gen. K. D. Nichols, MED, USACOE, August 10, 1946, quoted in Delgado 1996, 87쪽.
127. ↑  The total amount of plutonium in the core, later called the pit, was 13.6 파운드 (6.2 kg), 3 파운드 (1.4 kg) of which fissioned. Coster-Mullen 2003, 45쪽.
128. ↑  Shurcliff 1947, 167, 168, & plate 28쪽.
129. ↑  Shurcliff 1947, 159쪽.
130. ↑  Glasstone & Dolan 1977, 53–55쪽.
131. ↑  Delgado 1996, 85쪽.
132. ↑  Delgado 1991, 28쪽.
133. 1 2  Delgado 1991, 29쪽.
134. ↑  Shurcliff 1947, 168쪽.
135. ↑  Delgado 1996, 175쪽.
136. ↑  Shurcliff 1947, 166–167쪽.
137. ↑  Shurcliff 1947, 167쪽.
138. ↑  Glasstone 1967, 486쪽.
139. 1 2 3 4  Delgado 1996, 86쪽.
140. ↑  The total amount of plutonium in the core, later called the pit, was 13.6 파운드 (6.2 kg), 3 파운드 (1.4 kg) of which fissioned. Coster-Mullen 2003, 45쪽.
141. ↑  “Plutonium”. 세계 원자력 협회. 2010년 3월 30일에 원본 문서에서 보존된 문서. 2013년 5월 4일에 확인함.
142. ↑  On December 17, 1945, Henry Newson, in a memo to Los Alamos director Norris Bradbury, had estimated that for Baker, "there will probably be enough plutonium near the surface to poison the combined forces of the United States at their highest wartime strength. The fission products will be worse." Weisgall 1994, 216쪽.
143. 1 2  Weisgall 1994, 241쪽.
144. 1 2 3  Weisgall 1994, 242쪽.
145. ↑  Weisgall 1994, 272쪽.
146. ↑  Weisgall 1994, 238쪽.
147. 1 2 3 4  Weisgall 1994, 236쪽.
148. ↑  Compton 1956, 179쪽.
149. ↑  Groves 1962, 298쪽.
150. ↑  Weisgall 1994, 209–210쪽.
151. ↑  Weisgall 1994, 211–213쪽.
152. ↑  “Operation Crossroads: Fact Sheet”. U.S. Defense Nuclear Agency, Defense Nuclear Agency. 1984. 2015년 5월 4일에 확인함.
153. ↑  According to a Navy report, the base surge spread contamination seven 마일 (11 km) downwind and severely contaminated all but nine of the ninety-five target vessels.Weisgall 1994, 223, 224쪽.
154. ↑  Weisgall 1994, 230쪽.
155. ↑  Weisgall 1994, 231쪽.
156. 1 2  Weisgall 1994, 239쪽.
157. ↑  Weisgall 1994, 238–242쪽.
158. 1 2  Weisgall 1994, 232쪽.
159. ↑  Weisgall 1994, 213쪽.
160. ↑  Weisgall 1994, 237쪽.
161. ↑  Weisgall 1994, 235–236쪽.
162. ↑  Weisgall 1994, 240쪽.
163. ↑  Life Editors 1947, 88쪽.
164. ↑  Weisgall 1994, 259–261쪽.
165. ↑  “Operation Wigwam” (PDF). 국방 위협 감소국. 2013년 2월 18일에 원본 문서 (PDF)에서 보존된 문서. 2013년 4월 14일에 확인함.
166. ↑  Oertling 1996, xv쪽.
167. ↑  Delgado 1991, 31쪽.
168. ↑  Delgado 1991, 32, 33쪽.
169. 1 2  Historical Radiological Assessment, Volume II, Use of General Radioactive Materials, 1939–2003, Hunters Point Shipyard (PDF) (보고서). United States Department of the Navy. 2004. 2021년 10월 22일에 원본 문서 (PDF)에서 보존된 문서. 2018년 1월 2일에 확인함.
170. ↑  Delgado 1991, 33쪽.
171. ↑  Director of Ship Material, JTF-1, "Technical Inspection Report, Radiological Inspection of Target and Non-Target Vessels", Armed Forces Special Weapons Project, 1947, National Archives, quoted in Delgado 1996, 86쪽.
172. ↑  Warren 1947, 86–88쪽.
173. ↑  Life Editors 1947, 75쪽.
174. ↑  Delgado 1996, 173쪽.
175. ↑  Bradley 1948, xii쪽.
176. ↑  Fox, Margalit (2009년 1월 30일). “David Bradley, 92, Author, Antinuclear Advocate, Champion Skier and State Legislator, Is Dead”. 《The New York Times》.
177. ↑  Interview with Rear Admiral Robert Conard, MC, USNR (Ret.) in Setauket, NY, November 9, 1993, conducted by Jan K. Herman, Historian, Bureau of Medicine and Surgery “Interview”. Department of the Navy – Naval Historical Center. 2002년 8월 11일. 2009년 6월 18일에 원본 문서에서 보존된 문서. 2009년 9월 27일에 확인함.
178. 1 2 3  Institute of Medicine 1996
179. ↑  The study did not publish life-span figures, but actuarial tables predict about 800 deaths per year for a group that size as they approach 70 years in age. Two hundred extra deaths would put the Operation Crossroads veterans about three months ahead of their peers on the mortality curve. Social Security Online, Actuarial Publications, Period Life Table “Table”. www.socialsecurity.gov. 2009년 4월 22일. 2009년 11월 10일에 확인함.
180. ↑  Weisgall 1994, 278쪽.
181. ↑  Hansen 1995, 154, Vol VII, Table A-1쪽.
182. ↑  Delgado 1996, 176쪽.
183. ↑  “Bikini Atoll Dive Tourism Information”. Kili/Bikini/Ejit Local Government Council. 2013년 4월 14일에 확인함.
184. ↑  “United States Navy CMWDS”. 2015년 1월 12일에 원본 문서에서 보존된 문서. 2013년 5월 4일에 확인함.
185. 1 2  Rosebush, Judson. “1945–1950: The Very First Bikini”. Bikini Science. 2012년 6월 27일에 원본 문서에서 보존된 문서. 2012년 11월 25일에 확인함.
186. ↑  Eveleth, Rose (2013년 7월 5일). “The Bikini's Inventor Guessed How Much It Would Horrify the Public”. 《Smithsonian.com》. 2017년 1월 22일에 확인함.
187. ↑  The Creepy World of Bruce Conner, New York Review of Books, July 15, 2016. Includes link to the video.
188. ↑  Peacock, Timothy Noël (2021년 7월 22일). “From Crossroads to Godzilla: the cinematic legacies of the first postwar nuclear tests”. 《The Conversation》 (미국 영어). 2024년 2월 3일에 확인함.
189. ↑  “We'll Meet Again: The story of Dame Vera Lynn's wartime classic” (영국 영어). 2020년 6월 18일. 2024년 2월 3일에 확인함.